# Marius Daille
Marius Daille est un général de corps d'armée français, né le 10 octobre 1878 aux Mollettes (Savoie) et mort le 6 janvier 1978 à Hyères (Var).
Pendant la Première Guerre mondiale, il prend une part active dans le conflit, notamment à la bataille de Montdidier en 1918. Lors de la Seconde Guerre mondiale, pendant la bataille de France, il commande le 45e corps d'armée de forteresse dans le Jura qui en juin 1940, acculé sur la frontière, se réfugiera en Suisse.
Marius Daille, orateur reconnu et chroniqueur international grâce à des publications en anglais, a écrit quelques biographies militaires, ainsi que des ouvrages d'analyse et de stratégie de certaines grandes batailles françaises. Sous le régime de Vichy, il soutient publiquement dans des revues spécialisées la politique agricole du maréchal Pétain.
Époux en premières noces de Germaine Gautrez (1886 † 1959), nièce du romancier et académicien français Paul Bourget (1852 - 1935), il est le légataire et l'héritier de ce dernier dont la propriété hyéroise du Plantier de Costebelle et une collection de tableaux primitifs siennois (grâce à une dation, elle intègre en 1980 les collections nationales). Marius Daille lègue en 1966 à la bibliothèque de Fels les Journaux intimes de Paul et Minnie Bourget

## Biographie

### Famille et formation

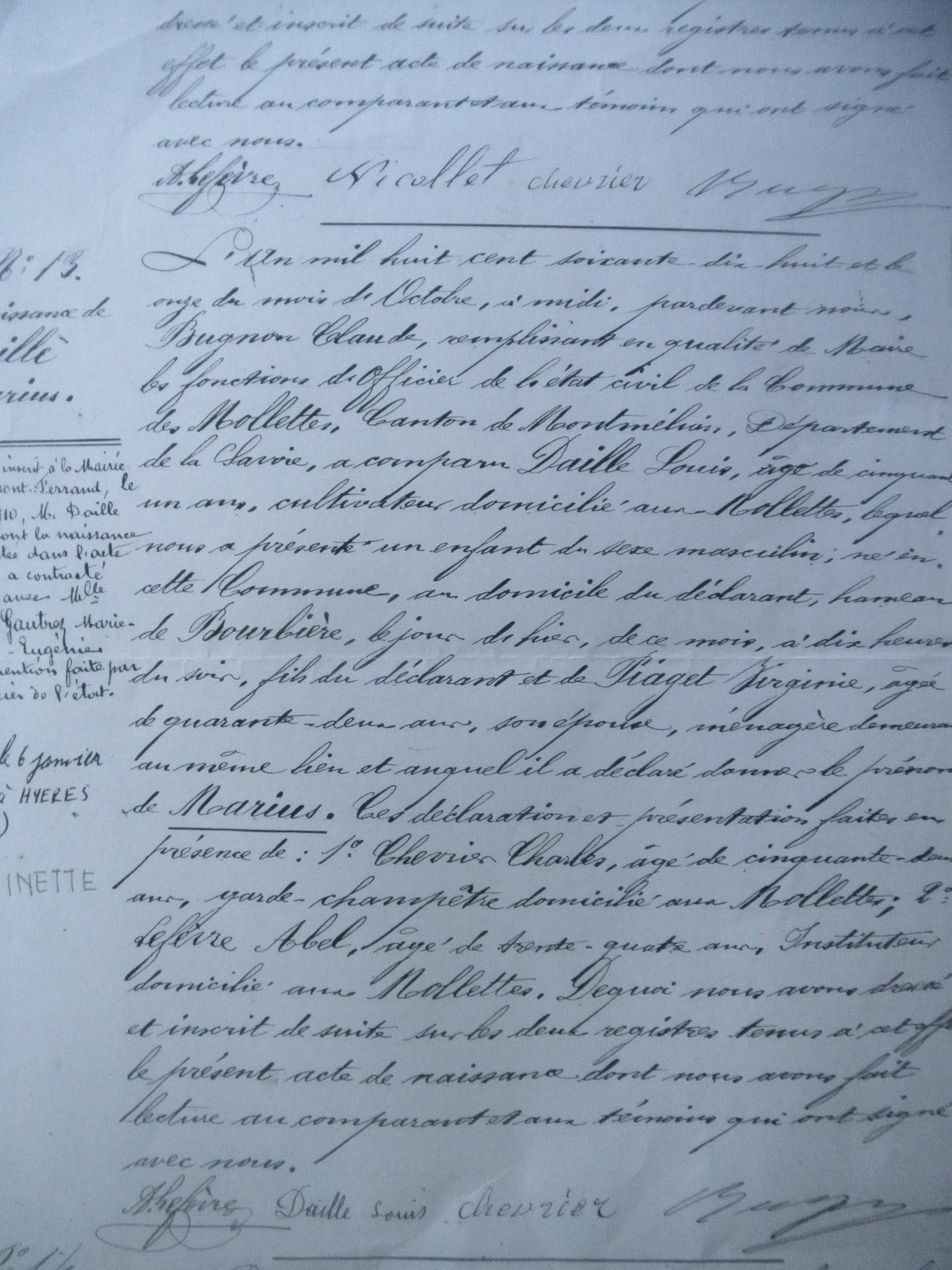
Acte de naissance de Marius Daille le 10 octobre 1878.

Marius Daille est le fils de Louis Daille et de Virginie Piaget, sa mère, qui meurt alors qu'il est encore très jeune. Il est le cinquième et dernier enfant d'une modeste famille de cultivateurs originaire vers 1789 du village de La Biolle d'où la famille semble avoir été chassée par la Révolution.
Marius Daille est écolier à Montmélian puis entre à Saint-Cyr en 1898, au sein de la 83e promotion (1898 – 1900, dite Promotion Marchand, avec le no 18), après des études au lycée de Chambéry puis au lycée de Grenoble. Affecté à l'infanterie il est ensuite stagiaire de l'École supérieure de guerre du 23 octobre 1906 au 21 octobre 1908. Il est breveté de cette école avec la mention « très bien », en 1908.
Le lundi 6 juin 1910, le lieutenant d'État-major stagiaire au 13e corps d'armée Marius Daille épouse la nièce du romancier et académicien Paul Bourget, Germaine (Persinette) Gautrez née à Clermont-Ferrand (Puy-de-Dôme) le 2 octobre 1886, décédée dans la même ville le 24 juin 1959 et inhumée à Clermont-Ferrand, probablement au cimetière des Carmes (?), dans la sépulture des Gautrez.
Germaine Gautrez est la fille du médecin hygiéniste Eugène Gautrez (né en 1858 à Cayenne, mort en 1922), conseiller municipal à Clermont-Ferrand, directeur de l'École départementale d'accouchement, médecin suppléant à l'Hôtel-Dieu, secrétaire du Conseil départemental d'Hygiène et de Salubrité publiques, membre de la Société de Médecine publique et d'Hygiène professionnelle et de la Société française d'Hygiène, Lauréat de la Faculté de Paris, Mention honorable de la Faculté de médecine (concours Vernois 1894) et de Claire Bourget (morte le 16 mai 1930 à Belfort), la demi-sœur de Paul Bourget. Eugène Gautrez s'occupe très activement de son beau-père, Justin Bourget, dans les dernières années de sa vie.
La seconde épouse de Justin Bourget est à l'origine de la création du comité clermontois de l'Union des femmes de France, une des trois sociétés constitutives de la future Croix-Rouge française et dans laquelle sa fille, Germaine, s'implique durant la Première Guerre mondiale.
Le mariage a lieu en l'église Saint-Genès-Les-Carmes, à Clermont-Ferrand. La messe est dite par l'abbé de Chabrol. Le service d'honneur est fait par mesdemoiselles Renée Laurent, Jeanne Lugol et Suzanne Bagès. Les témoins de Marius Daille sont le général A. Pelletier, commandant en chef du 13e corps d'armée et le colonel d'Urbal ; ceux de la mariée, le docteur Chibret et Henry Bourget, directeur de l'Observatoire de Marseille, ses oncles.

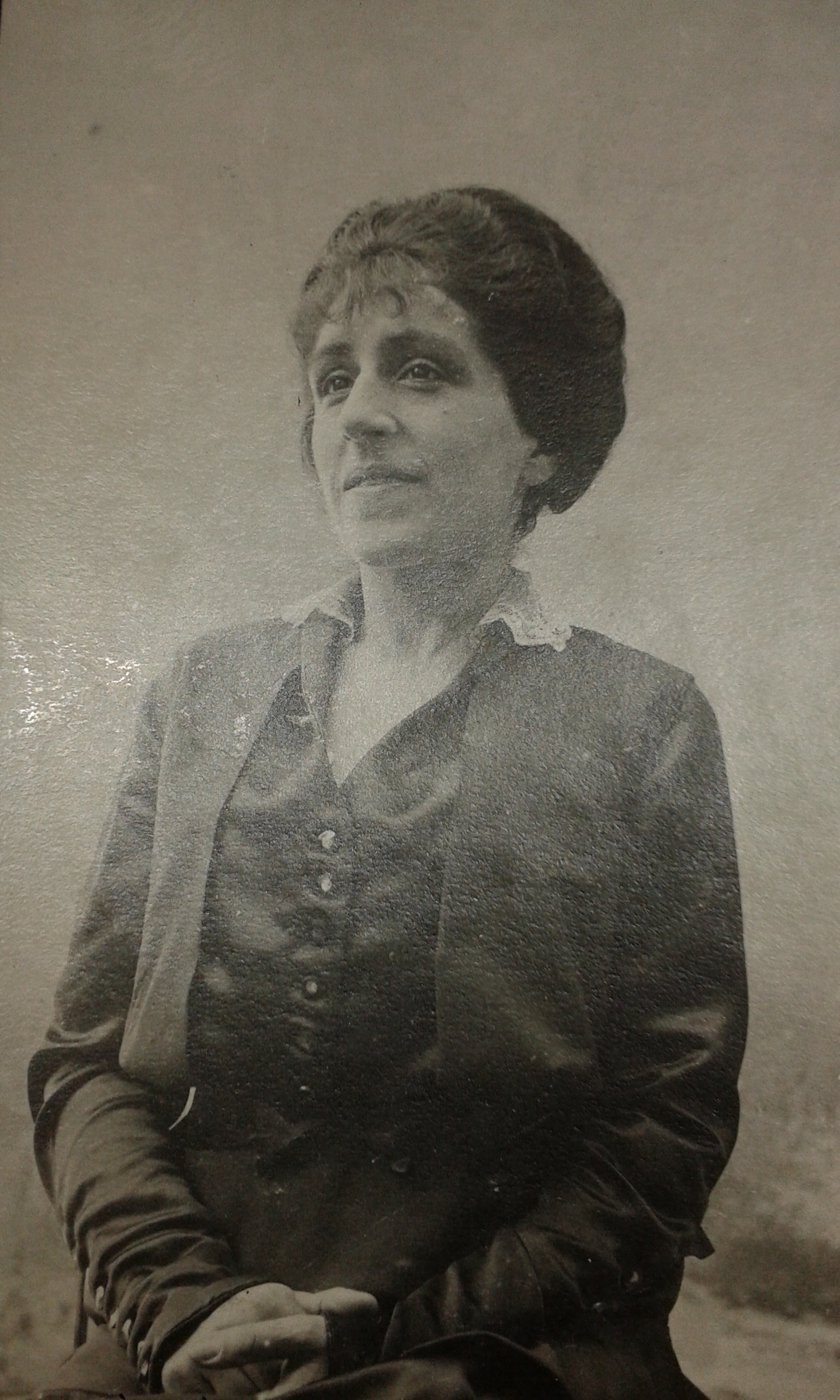
Germaine Gautrez en 1926.
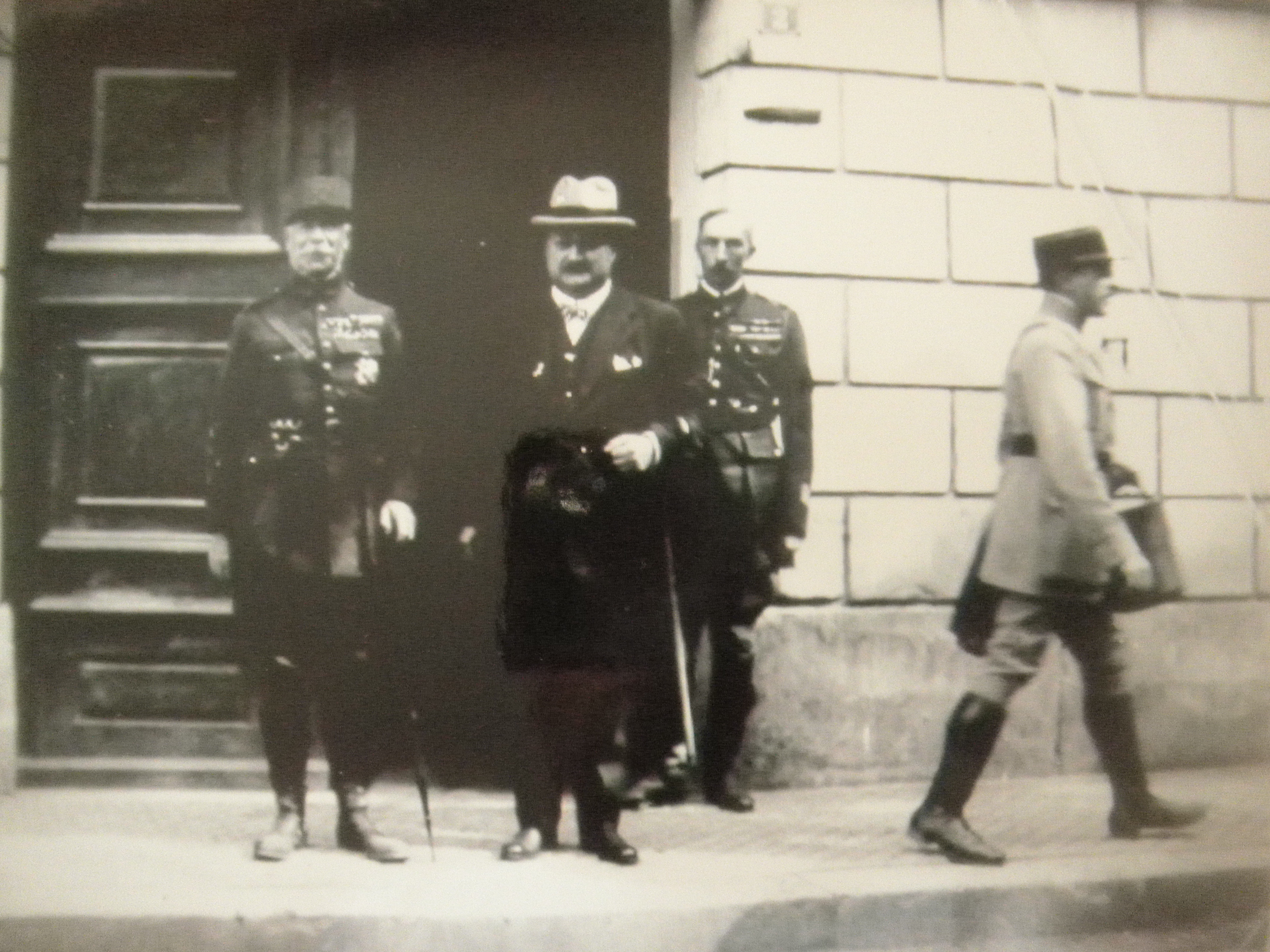
Marius Daille (tête nue) en 1906 - 1908, École supérieure de guerre.

### Carrière militaire

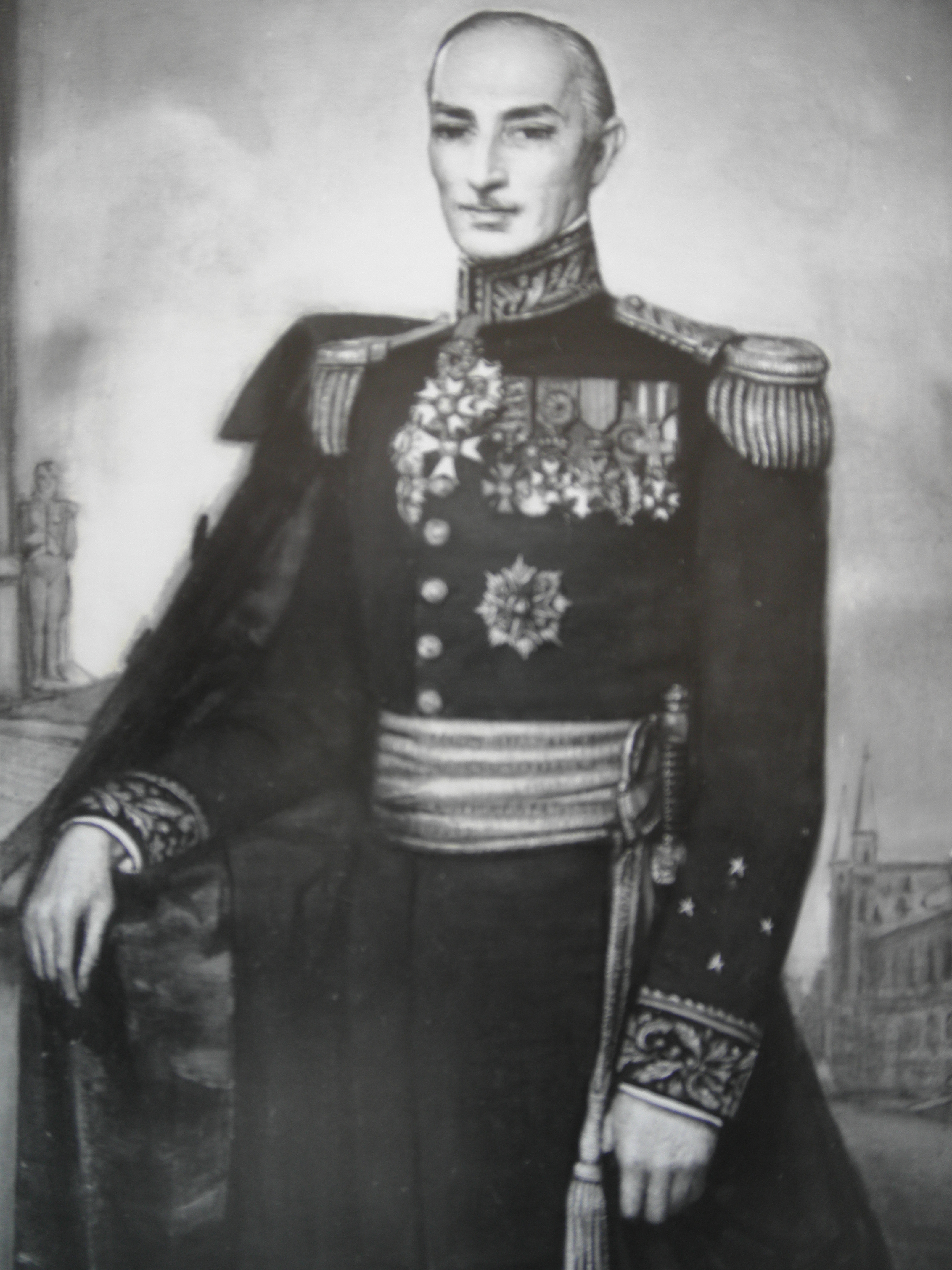
Marius Daille par Federico Beltrán Masses, vers 1916 - 1918.

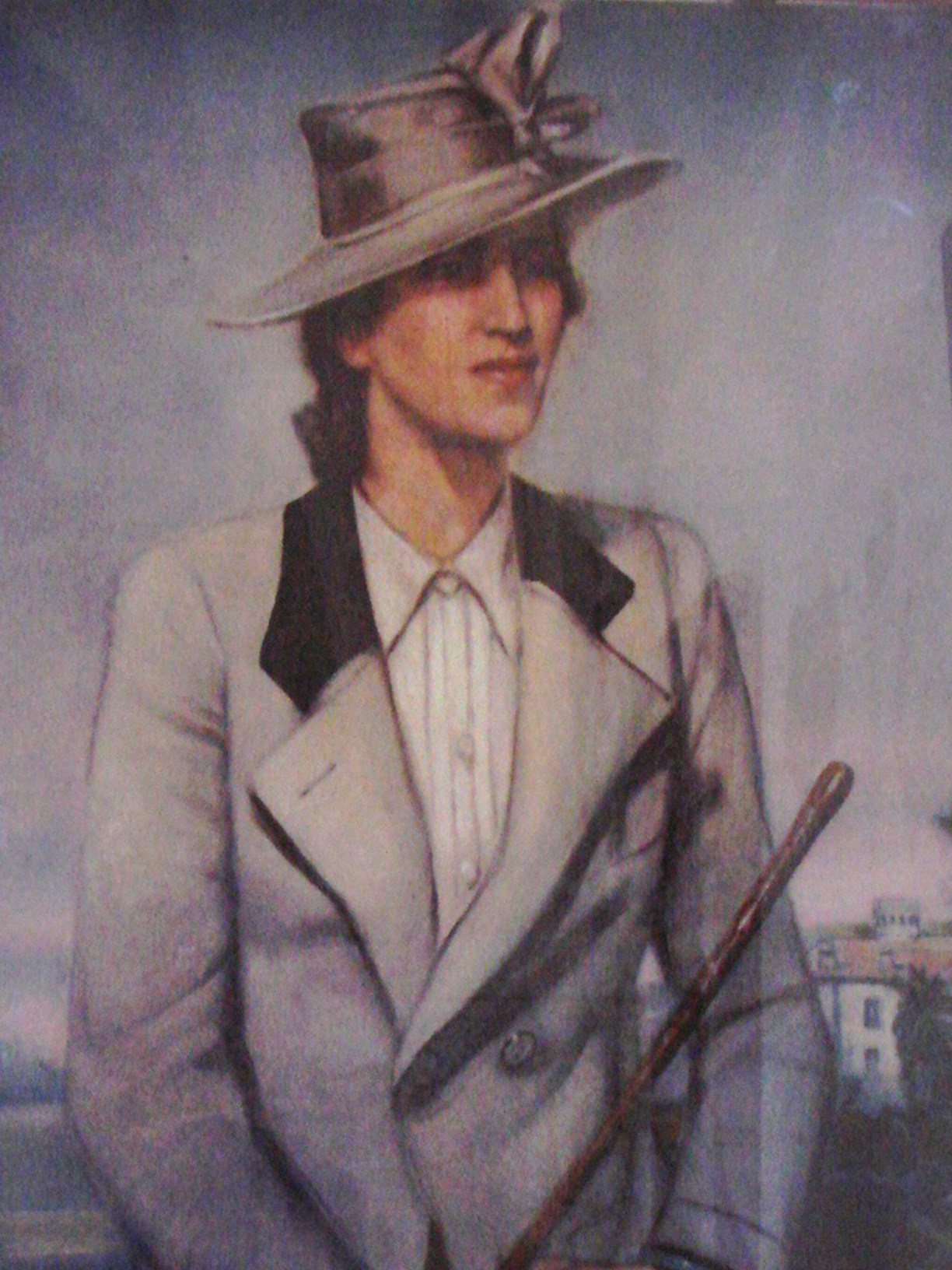
Germaine Gautrez par Federico Beltrán Masses, vers 1916 - 1918. On remarque le Plantier à droite de la peinture.

#### Première Guerre mondiale
Marius Daille est capitaine au 105e régiment d'infanterie de ligne à la veille de la Première Guerre mondiale.

##### Sous les ordres du général Joseph Joffre
En mai 1914, Marius Daille publie un Essai sur la doctrine stratégique allemande d'après la Bataille de Cannes, par le feld-maréchal von Schlieffen. Durant la Première Guerre mondiale, il prend une part active dans le conflit au sein des forces françaises mobilisées et il est versé dans différents états-majors, notamment au grand quartier du général Joseph Joffre, qui a remarqué « cet officier lucide et courageux. » L'oncle par alliance de Marius Daille, l'académicien Paul Bourget, soutient dans la presse de 1914 les actions du général Joffre : « (...) C'est aussi la ténacité. Chaque guerre a sa caractéristique. Celle-ci est une lutte d'usure qui exige comme première vertu la durée dans la résistance... Ce don de patience et de persévérance, c'est la qualité maîtresse du général Joffre. Nous n'aurions pas là-dessus un unanime accord des témoignages, que toute la conduite de la campagne nous le prouverait... Dès le premier contact avec la formidable préparation allemande, cette nécessité d'user l'ennemi a été rendue évidente. Mais étions-nous capables de cette endurance ? Ce sera la gloire du général Joffre d'avoir répondu : oui, à cette question et de nous avoir contraints à pratiquer une de nos qualités nationales les plus méconnues et par les étrangers et par nous-mêmes. »
La doctrine de Schlieffen, résumée par le capitaine Marius Daille.
« Le général von Schlieffen admet, bien entendu, qu'il y a lieu de concentrer tous les efforts, à l'heure de la bataille, sur un point décisif : tel est l'objet même de toute manœuvre depuis Napoléon. Le principe étant admis, Schlieffen recherche le meilleur des procédés pour atteindre le but et, critiquant avec une ténacité agressive ce qu'il appelle le système napoléonien, il lui oppose le système allemand, renouvelé, affirme-t-il, de la manœuvre d'Hannibal à la bataille de Cannes.
Napoléon choisissait son point d'attaque, y accumulait toutes ses forces non engagées et demandait le succès à un assaut héroïque, surhumain, devant produire une trouée dans la ligne ennemie et la culbuter tout entière. La manœuvre napoléonienne aboutit donc, finalement, à une action massive, disposée en profondeur et frappant comme un bélier sur un point de la ligne ennemie, sans s'être subordonnée d'avance à une combinaison quelconque ayant pour objet l'anéantissement complet et, pour ainsi dire, mathématique de l'adversaire.
Schlieffen ne croit plus au succès d'une opération de cette nature avec les pertes énormes qu'infligeront les armes actuelles aux troupes assaillantes. Selon lui, le mieux est d'avoir pour objectif stratégique, dès le début de la campagne, l'enveloppement par les deux ailes. Même une simple attaque de flanc ne lui paraît plus suffisante : elle laisserait, en effet, subsister le risque de voir l'ennemi effectuer la même manœuvre sur le flanc opposé. Le problème revient donc à se constituer des armées d'ailes les plus puissantes possible. Pas plus qu'Annibal à Cannes, on ne devra renforcer le centre ; il suffira de le pourvoir d'abondantes munitions. Les rencontres de 1866 et de 1870 montrent bien, en effet, que la portion active du champ de bataille se trouve sur les ailes. De ce principe, Schlieffen dégage certaines conséquences, par exemple, que les réserves ne doivent pas être placées en arrière du front, mais bien vers l'aile extérieure. Cette mesure doit être prise sans tarder et préparée, non seulement pendant la marche à la bataille, ou même depuis la gare de débarquement, mais dans le plan de transport des troupes sur la base de concentration. Examinant comment l'adversaire pourrait échapper à cette étreinte, l'auteur ne voit pour lui aucun recours efficace : en vain essayerait-il de masser toutes ses forces, de les lancer à l'assaut en cherchant à percer le centre : tel fut le plan de Terentius Varro, mais il échoua misérablement à Cannes. Donc, renoncer complètement aux marches et au combat en profondeur. Ainsi l'auteur en revient au procédé de combat exposé par Frédéric II dans cette phrase à laquelle il fait un sort : avec nos canons lourds, avec notre mitraille, attaquons bravement l'ennemi, puis portons-nous contre ses flancs.

##### Front d'Orient et bataille de Montdidier

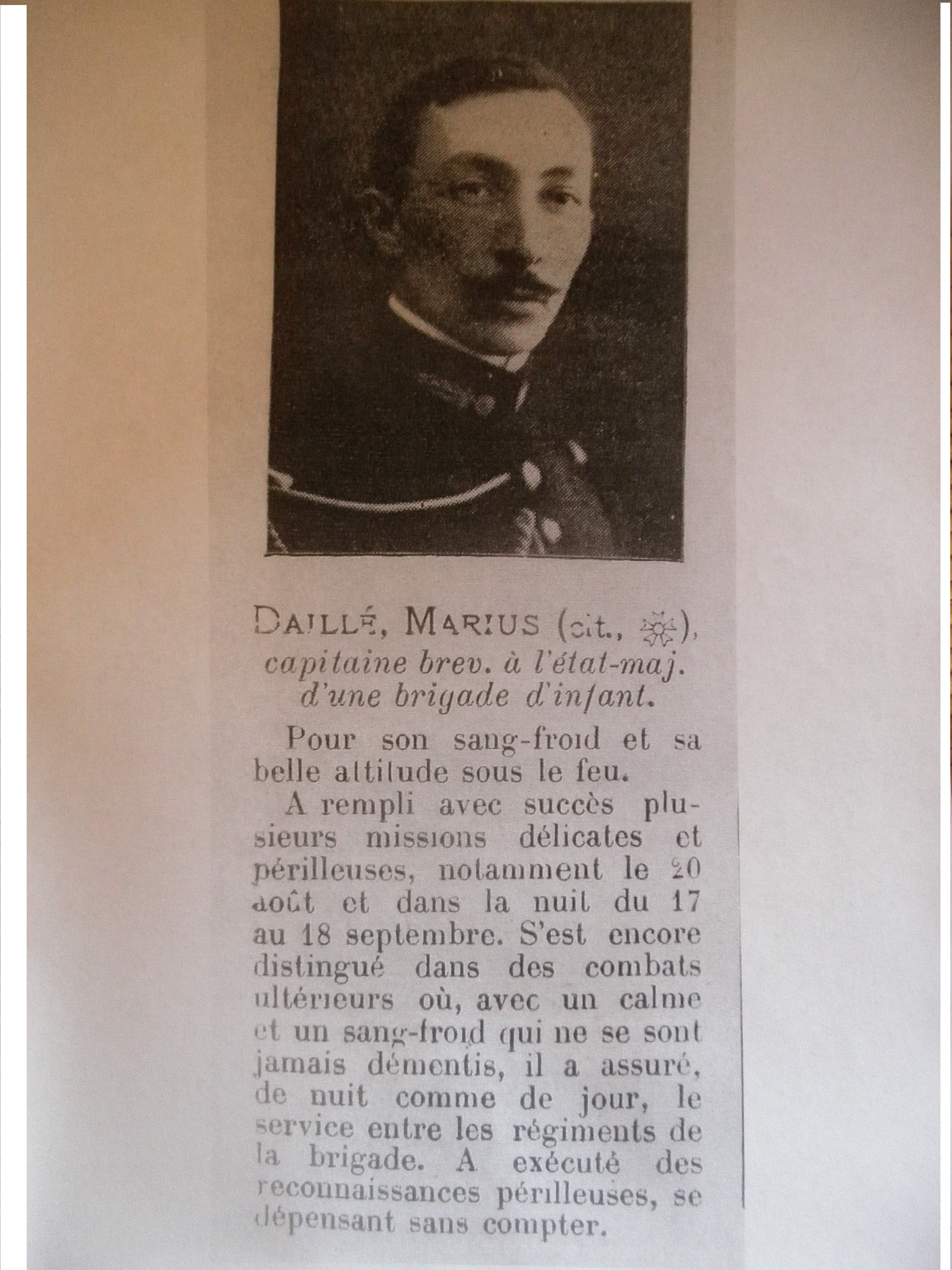
Citation de Marius Daille dans L'Illustration du 16 octobre 1915.

Le capitaine Daille embarque à Marseille le 13 décembre 1915, à bord du croiseur auxiliaire de 1er rang affecté au transport des troupes en Orient, le Sant'Anna, avec le colonel Georges René Alexandre, tous deux chargés par le général Joffre, le 8 décembre 1915, d’une mission spéciale d’information sur la situation à Salonique et sur le front d’Orient. Le 15 décembre 1915, vers 10 h, l’équipage aperçoit un sous-marin accompagné d’un cargo qui font route sur le Sant’Anna. Le croiseur vire à tribord, puis augmente de vitesse, alors que les canons de 57 et de 47 mm du bord font feu sur les deux bâtiments menaçants qui disparaissent rapidement. Le général Georges Alexandre, dans ses mémoires, précise que les deux bâtiments en question battaient en fait pavillon français. Une entrevue avec le général Sarrail a lieu le 18 décembre 1915.
Marius Daille participe notamment à la bataille de Montdidier en 1918 et il est, à cette date, chef d'état-major de la 14e division d'infanterie. Il s'illustre notamment le 20 août et dans la nuit du 17 au 18 septembre ou même dans des combats ultérieurs — faits d'armes qui lui valent une mention honorable pour ces actes exemplaires. Le texte de la citation est le suivant : « Pour son sang-froid et sa belle attitude sous le feu. A rempli avec succès plusieurs missions délicates et périlleuses. S’est encore distingué dans des combats ultérieurs où, avec un calme et un sang-froid qui ne se sont jamais démentis, il a assuré de nuit comme de jour, le service entre les régiments de la brigade. A exécuté des reconnaissances périlleuses, se dépensant sans compter. »

#### Entre-deux-guerres, enseignement au Collège de Guerre
Titulaire de la Légion d'honneur et de neuf citations dont deux italiennes et une belge, Marius Daille est nommé professeur d'histoire à l'école de guerre. Il relate les combats de Montdidier (fin mars - août 1918) dans un livre qui sert de réflexion à de nombreux officiers durant la période de l'entre-deux-guerres. Il s'inspire de l'ouvrage du général Debeney, Instructions provisoires pour l'emploi tactique des grandes unités en 1922, qui a enseigné au Collège de Guerre et qui a inclus l'étude des offensives limitées de Montdidier dans le programme. Eugène Debeney est aussi chef de l'état-major de l'armée française entre 1923 et 1930, et son exemple d'offensive réussie en 1918 a une grande influence sur les officiers français, à commencer par Marius Daille.

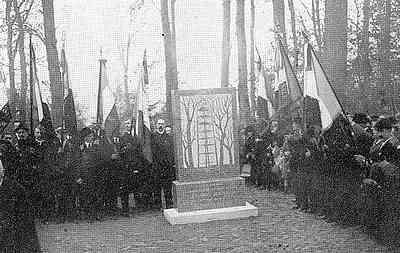
Cérémonie du 14 novembre 1926 en présence de M.Daille.

 Ainsi explique l'universitaire agrégé d'histoire Stéphane Mantoux, les étudiants du Collège de Guerre de l'après-1918 analysent ce cas d'école à travers l'ouvrage du major Marius Daille, professeur assistant en histoire militaire : « Durant leur seconde année, en mai, ils arpentent souvent le champ de bataille. Marius Daille explique aux étudiants que le modèle napoléonien de rupture du front en un seul point est désormais périmé, comme l'a montré la Grande Guerre, en raison de l'importance des réserves. Pour lui, ces attaques frontales ne peuvent mener qu'à la création de saillants à l'intérieur de la ligne ennemie, très vulnérables à la concentration de puissance de feu sur trois côtés. Daille pense que le succès de l'offensive de Montdidier tient à la conduite d'attaques successives sur des lignes convergentes, où l'attaquant se met en situation d'être toujours supérieur au défenseur. C'est pour lui la formule du succès futur : des attaques coordonnées et soigneusement contrôlées (simultanées ou successives), sur un front large, avec des efforts concentrés sur quelques points choisis »,.
Le 14 novembre 1926, le colonel Marius Daille assiste à l'inauguration de l'observatoire du général Mangin de Villers-Cotterêts dans la forêt de Retz aux côtés du maréchal Foch et du général Weygand.

#### Chef d'état-major de Louis Franchet d'Espèrey

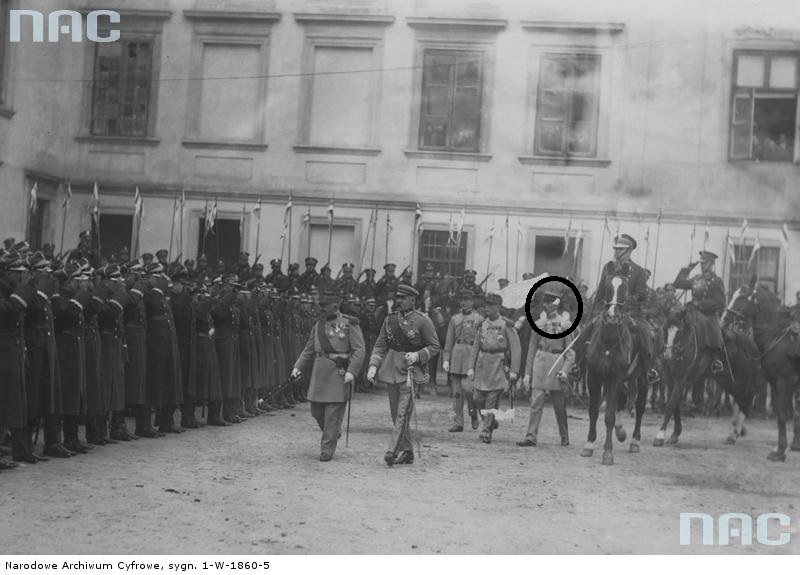
Le lieutenant-colonel Daille (cercle), avec le général Charpy et Józef Piłsudski derrière Franchet d'Espèrey à Varsovie, le 18 novembre 1927.

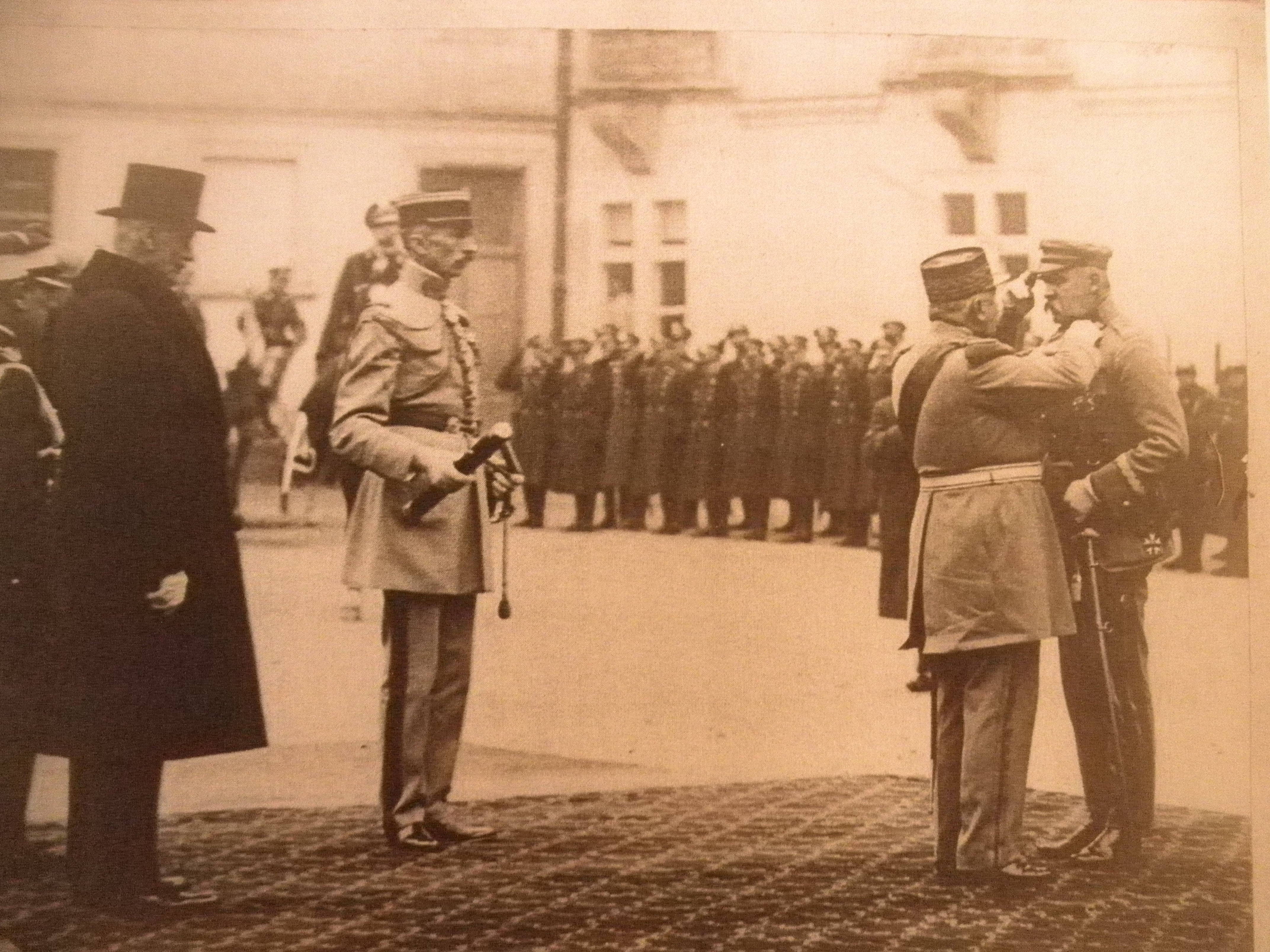
Marius Daille le 18 novembre 1927 (centre gauche de la photographie).

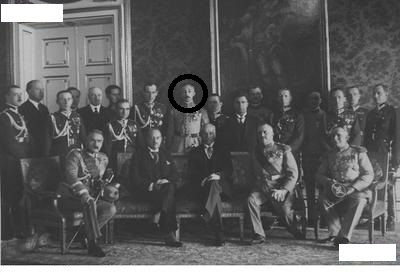
Photographie officielle de la réunion du 18 novembre 1927 à Varsovie, les maréchaux Franchet d'Espèrey et Józef Piłsudski sont au premier plan, Marius Daille (cercle) est debout derrière Franchet d'Espèrey. On reconnait aussi Ignacy Mościcki, Jules Laroche et Józef Beck.

De 1927 à 1929, le lieutenant-colonel Marius Daille est chef d'état-major du maréchal Louis Franchet d'Espèrey et à ce titre, il représente souvent son supérieur hiérarchique dans les cérémonies officielles. Ainsi le samedi 26 mars 1927, il assiste ès qualités, en l'église Saint-Louis des Invalides, au service pour le repos de l'âme du général de division Jean-Baptiste Clergerie, ancien chef d'état-major du général Joseph Gallieni, mort le 25 février 1927. En présence de Paul et Minnie Bourget, le lieutenant-colonel Daille et son épouse assistent le 17 octobre 1927 aux obsèques de Gaston Jollivet, vice-président honoraire de l'Association des journalistes parisiens, célébrées en l'église Saint-Augustin. Une autre mission de représentation de son supérieur lui est confiée. Délégué par le maréchal Franchet d'Espèrey, le colonel Daille assiste le lundi 22 juillet 1929 au service funèbre, célébré par les soins de l'ambassade polonaise, en l'église de l'Assomption, à la mémoire du commandant Idzikowpki, tué au cours d'une tentative de vol Paris-New-York.
Le maréchal Franchet d'Espèrey est chargé de renégocier avec le maréchal Józef Piłsudski la convention militaire de février 1921 entre la France et la Pologne. Il se rend à Varsovie le 18 novembre 1927 avec son chef d'état-major Marius Daille, présent sur les photographies officielles aux côtés du général Charles Charpy, chef de la Mission militaire française, du capitaine Jean-Baptiste Limasset, interprète, d'Ignacy Mościcki, de Jules Laroche, ambassadeur, ou de Józef Beck. Le projet prend en compte l'éventualité d'un conflit entre la Pologne et l'U.R.S.S. mais sans nommer l'Union soviétique, les Français protégeant alors la frontière occidentale polonaise. Franchet d'Espèrey propose aussi de ne plus s'engager à assurer le transport du matériel jusqu'en Pologne. Le maréchal Pilsudski proteste et réclame qu'Allemagne et U.R.S.S. soient nommément citées. Les négociations échouent. Le maréchal Franchet d'Espèrey remet toutefois à cette occasion la médaille militaire au maréchal Pilsudski dans la cour du palais royal de Varsovie.

#### Formation des officiers supérieurs
Marius Daille est ensuite promu colonel du 35e régiment d'infanterie stationné à Belfort. En 1929, le colonel Daille préface un ouvrage de stratégie militaire écrit par le commandant Georges Thierry d'Argenlieu sur la bataille de Montdidier (La Bataille de l'Avre). Dès 1931, il assiste aux cours du Centre des hautes études militaires (C.H.E.M.), centre de formation de l'Armée française pour les officiers supérieurs, dirigé par le général Camille Ragueneau. Il occupe ensuite la fonction d'Assistant Directeur du lycée des Hautes Études de Défense Nationale puis d'Assistant Inspecteur-Général de l'éducation militaire.
Marius Daille est peint à cette époque par Federico Beltrán Masses (musée savoisien, Chambéry) au moment où le portraitiste espagnol, installé à Paris depuis 1916 dans un luxueux atelier près de la Porte de Passy, côtoie la haute société parisienne.
En février 1934, le colonel Daille commande l'Infanterie de la 5e division à Caen et participe dans cette ville aux œuvres de bienfaisance de l'Union des Femmes de France aux côtés de son épouse. Il est promu général de brigade le 8 juin 1934. En 1935 et 1936, Marius Daille est adjoint au général Henri Marie Auguste Bineau qui dirige le Stage de Technique d'Armée (2e et 3e promotions).

Le Centre des hautes études militaires et le Stage de Technique d'Armée
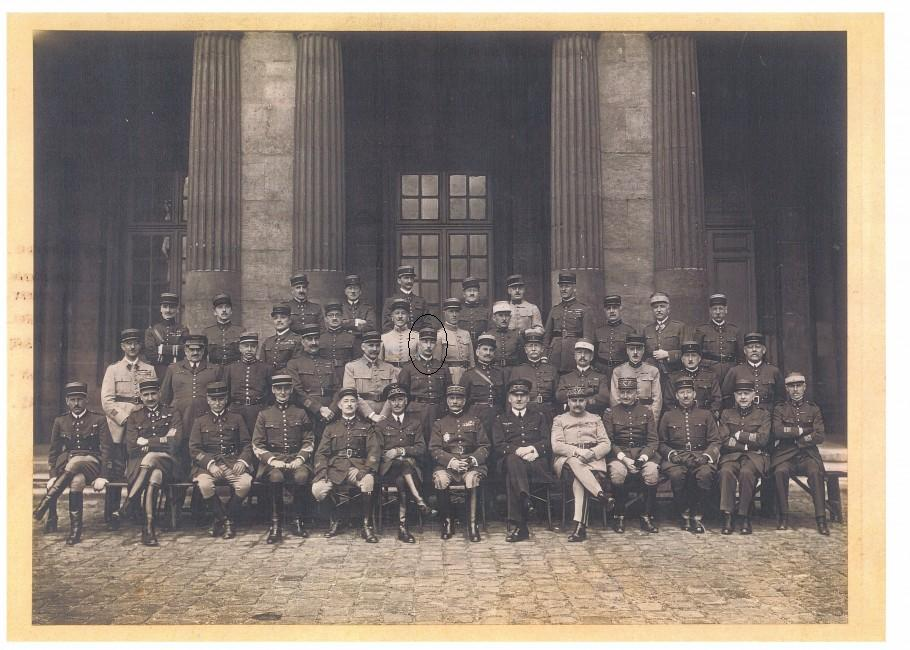
Le général Ragueneau, Directeur du Centre des hautes études militaires en 1932 et Marius Daille (cercle).
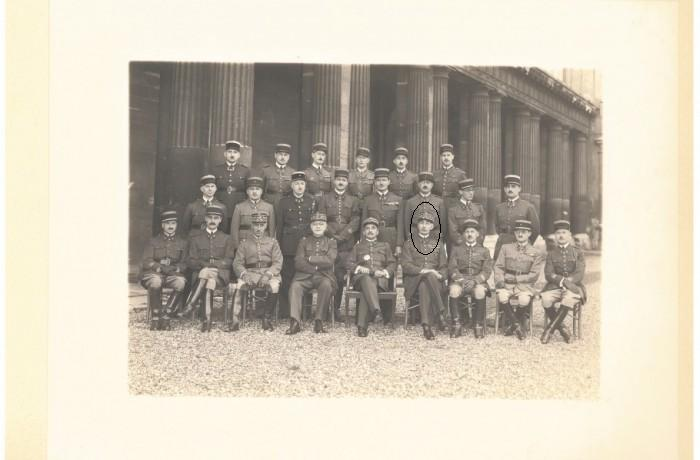
Le général Daille (cercle) au Stage de Technique d'Armée en 1936.

#### Mort de Paul Bourget

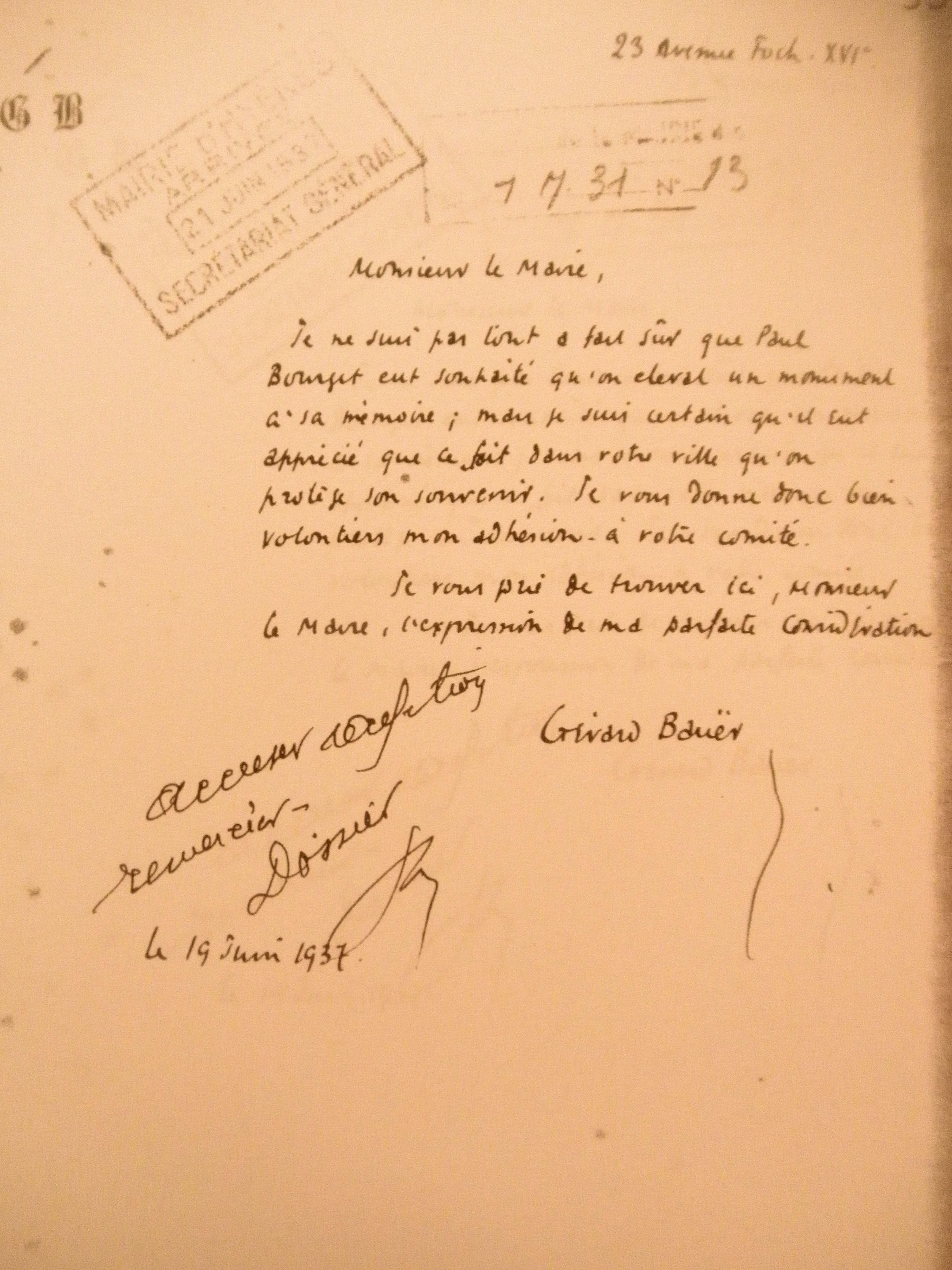
Adhésion partagée de Gérard Bauër au Comité en vue de l’érection d’un monument à la gloire de Paul Bourget.

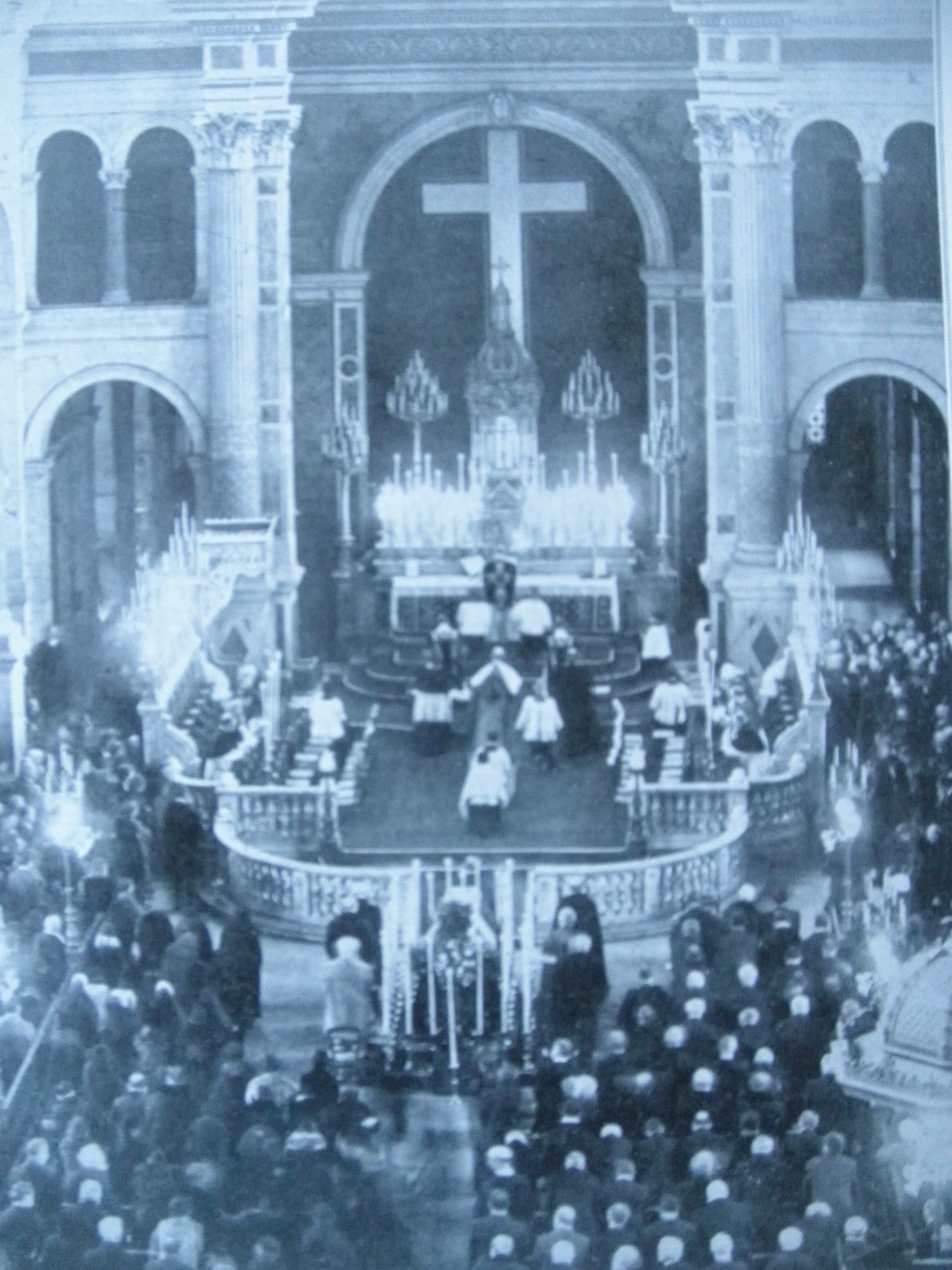
Le général Daille en décembre 1935 devant le cercueil de Paul Bourget, l'absoute est donnée par le cardinal Verdier, archevêque de Paris, église Saint-François-Xavier.

Marius Daille est l'exécuteur testamentaire de Paul Bourget et règle à ce titre la succession du romancier mort le 25 décembre 1935. Le jour de la mort de l'académicien, Marius Daille reçoit au 20, rue Barbet-de-Jouy, à Paris le sculpteur Pierre-Félix (Fix) Masseau qui réalise le masque mortuaire de Paul Bourget, comme il était alors d'usage de conserver le souvenir d'un défunt par une empreinte de plâtre. Le 27 décembre 1935, le général conduit le deuil, aux côtés des nièces de l'écrivain et du docteur Charles Broquet, neveu du défunt. Le journaliste Maurice Ricord décrit la cérémonie et énumère les personnalités présentes aux côtés du général Daille : le cortège qui se déplace de la rue Barbet-de-Jouy à l'église Saint-François-Xavier est composé de MM. René Doumic, secrétaire perpétuel de l'Académie française, Henry Bordeaux, Saint-René Taillandier, le maréchal Pétain, les professeurs Noël Fiessinger et Maurice Chevassu. Puis viennent quatre habits verts, Louis Madelin, André Chaumeix, le général Weygand et François Mauriac. Enfin suivent par ordre protocolaire Léon Bérard, garde des sceaux, le général Gouraud, l'amiral Lacaze, le général Dufieux du Conseil supérieur de la guerre, Charles Maurras, Claude Farrère, Gustave Roussy, doyen de la faculté de médecine, Gaston Rageot, président de la Société des gens de lettres, Gérard Bauër, Jacques Bainville, Henri de Régnier, Robert de Billy, ambassadeur de France, Quiñones de León, ancien ambassadeur d'Espagne, Edmond Jaloux, André Bellessort, Francis Carco, Louis Marin.
En mai 1937 à Hyères, un Comité en vue de l’érection d’un monument à la gloire de Paul Bourget est constitué sous la présidence de Claude Farrère (Académie française, membre de l'Association pour défendre la mémoire du maréchal Pétain). Pierre Moulis, maire et Marius Daille y participent activement. Les membres de ce comité, outre le général, sont notamment : le comte de Beauregard, le vicomte de Noailles, le marquis de Lareinty Tholozan, Simone Berriau, Mme Fournier (alors propriétaire de l’île de Porquerolles), Gustave Roux, Georges Simenon (homme de lettres), Pierre Slizewicz (banque de Provence), Henry Bordeaux, Francis Carco, Gérard Bauër. Les statuts d'une association sont même déposés en préfecture en 1937. L’entrée en guerre de la France empêche ce projet d’être mené à son terme. En 1941, le Conseil municipal d'Hyères donne le nom de Paul Bourget à une avenue proche du Plantier de Costebelle. Le projet d'érection d'un monument n'est pas réactivé à la fin des hostilités.

##### Directeur du Centre d'Études Tactiques Inter-armes (C.E.T.I.)
Il est nommé général de division le 26 septembre 1937 et Adjoint au général inspecteur général des Centres d'enseignement militaire supérieur en 1937 – 1939. Il dirige aussi le Centre d'Études Tactiques Inter-armes (C.E.T.I.) à Versailles à partir de 1937, où il prend la suite du général Millet ; il a sous ses ordres le commandant Touzet du Vigier. C’est avec le général Daille à partir de 1937 que les travaux de Touzet du Vigier prennent de l’ampleur, les portes de l’enseignement militaire supérieur s’ouvrant à lui. La fonction principale de ce centre est d’une importance certaine car il participe, au niveau le plus élevé et en collaboration avec les centres d’études militaires et le Conseil supérieur de la guerre, à l’élaboration de la doctrine d’emploi de l’armée française, toutes armes confondues, et en particulier des règlements d’emploi des grandes unités. L'appréciation de Marius Daille sur le travail de du Vigier est sans équivoque : « Le commandant du Vigier s’est imposé à tous par ses brillantes qualités de conférencier, d’instructeur sur le terrain et les sentiments élevés qui l’animent. Esprit clair, méthodique, apte à saisir rapidement les ensembles, doué d’un tact et d’une distinction portés à un rare degré, il s’affirme comme un des plus remarquables officiers supérieurs qu’il m’a été donné de rencontrer. Est l’honneur de son arme. Il doit être inscrit au tableau pour Lieutenant-colonel et mérite d’être l’objet d’un choix hors-tour. Candidat d’une valeur exceptionnelle. » Le général Daille conclut ses éloges pour son chef de la section cavalerie du C.E.T.I. en mettant en exergue la largeur de vue de du Vigier, la justesse de ses décisions, affirmant qu’il a acquis une fois de plus « une autorité accrue et reconnue par tous ses auditeurs. […] son sens profond des possibilités de la Cavalerie moderne, son jugement équilibré […] constituent un ensemble de qualités qui rendent cet officier supérieur digne d’accéder aux plus hauts emplois dans son arme. »

#### Seconde Guerre mondiale

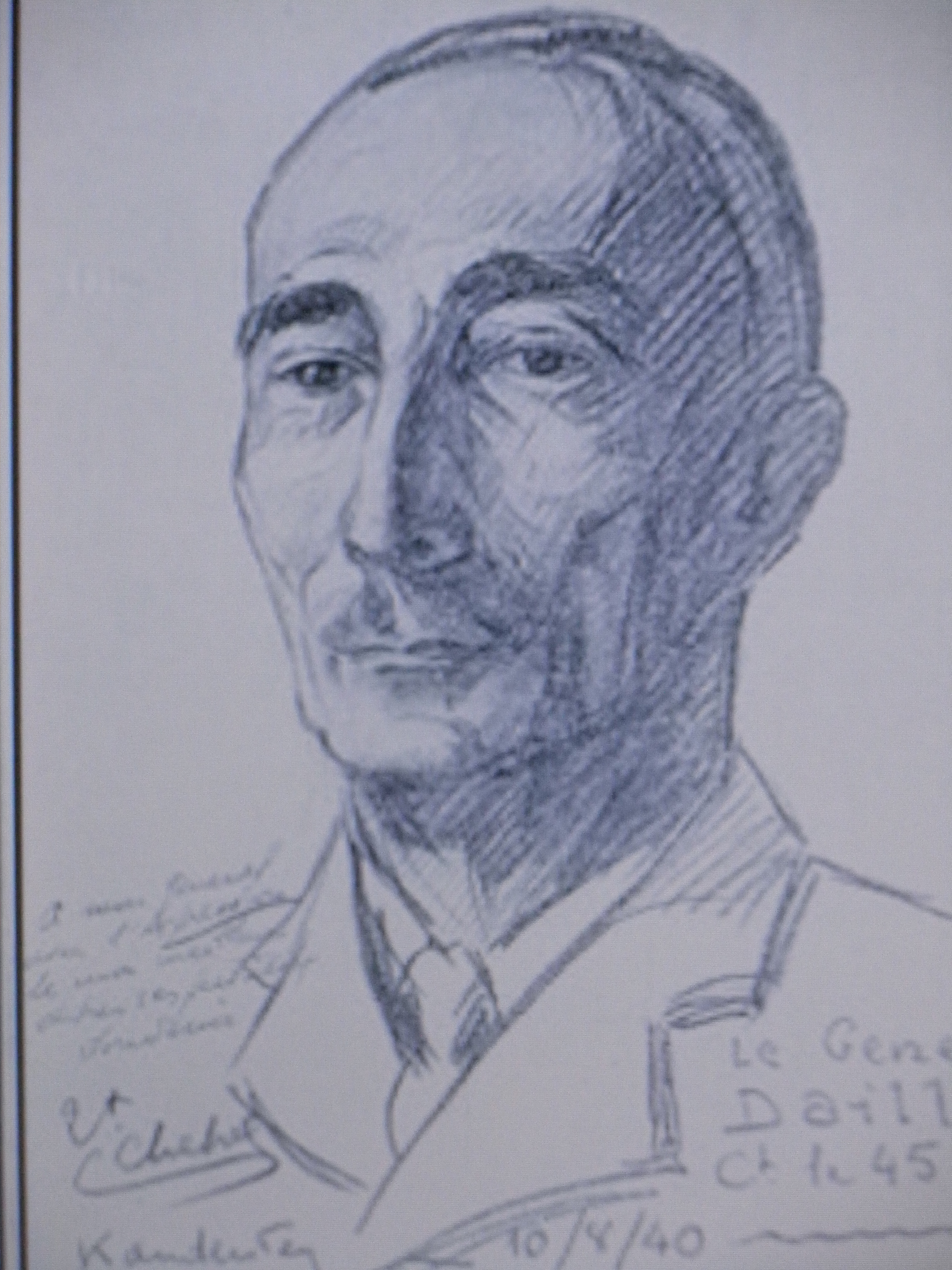
Marius Daille croqué par un soldat.

##### Bataille de France (campagne du Jura)
En 1939 – 1940, Marius Daille a le grade de général commandant la 7e région militaire à Besançon et en 1939 – 1940 toujours, général commandant le Corps du Jura. En 1940, il a le grade de général commandant le 45e corps d'armée de forteresse qui comporte alors la 57e division d'infanterie, la 63e division d'Infanterie et le 7e régiment de spahis algériens. Il a aussi le rang de commandant de corps d'armée et l'appellation de général de corps d'armée à titre temporaire jusqu'en 1945. Durant la « Drôle de guerre » le général donne une conférence au C.H.E.M. avec comme sujet « les procédés de rupture des positions fortifiées par les Allemands ». Un général l'accuse à ce moment-là de démoraliser les troupes françaises. Stationné en Haute Alsace, son corps d'armée doit être prêt à combattre avec l'Armée suisse, dans le cas d'une invasion du territoire suisse. L'Établissement de communication et de production audiovisuelle de la Défense garde dans ses archives une note de service du 14 janvier 1940 du général Daille qui précise les conditions de la présence au sein des troupes combattantes du Service cinématographique de l'Armée. Le 1er septembre 1945, il redevient général de division.
En juin 1940, le 45e corps d'armée du général Daille (29 000 hommes) participe à la défense de la Trouée de Belfort. Ce corps d'armée comprend des soldats français de la 67e division d'infanterie commandée par le général Henri-Aimé Boutignon (sl), des soldats polonais de la 2e division d'infanterie polonaise (2e division de chasseurs) commandée par le général Bronisław Prugar-Ketling et la 2e brigade de spahis commandée par le colonel de Torcy. Le général Daille reçoit à son poste de commandement de Vieux-Charmont la visite du Commandant de la VIIIe Armée : le général André-Gaston Prételat. La région est atteinte par l'invasion allemande dès le 15 juin dans après-midi, les forces adverses arrivant au nord ouest du pays, depuis le plateau de Langres. Le 45e corps d'armée est envoyé vers le sud avec mission de tenir les lignes de repli. Le 16 juin, les avant-gardes du Gruppe Guderian sont à Dijon, le 17 juin elles entrent à  Pontarlier. Ce jour-là le corps d'armée du général Daille se heurte au 29e corps d'armée du Gruppe Guderian (combats de la 67e division d'infanterie près de Besançon, combats à Aïssey puis sur le Dessoubre supérieur et à Pierrefontaine). Le 9e Régiment de Spahis Algériens de la 2e brigade de Spahis est chargé de la couverture du 45e corps d'armée ; il résiste puis succombe à Vercel au prix de lourdes pertes et jusqu'à l'épuisement de ses munitions. Au même moment, le 17 juin 1940, au matin, après une journée et demie de marche soutenue et sous les tirs de l'aviation allemande, la division polonaise arrive dans la zone du Clos du Doubs. Son objectif est de défendre une série de points stratégiques afin d'interdire à l’ennemi toutes les voies d'accès menant en Suisse et au sud de la France. Prugar-Ketling donne ses ordres aux officiers : le nord du secteur doit être défendu par le 4e régiment d’infanterie polonais, le sud par le 6e. Les troupes sont rapidement sur place et commencent à fortifier leurs positions et mènent des combats de retardement. Le général Daille stoppe donc dans un premier temps l'armée allemande qui déferle sur le plateau de Maîche et de Saint–Hippolyte à Damprichard. Mais il est finalement encerclé par le corps blindé (Panzerdivision) du général allemand Heinz Guderian et acculé à l'Ajoie et au Jura neuchâtelois alors qu'il tente de se glisser le long de la frontière suisse en direction du sud de la France.

##### Attitude du haut-commandement français vis-à-vis des troupes polonaises

###### Utilisation abusive des troupes polonaises?
Certains historiens semblent penser que les autorités militaires françaises utilisent au mois de juin 1940 la 2e Division d'infanterie polonaise, alors que tout est perdu, pour protéger la retraite des armées françaises dans leur secteur. Les soldats polonais ont-ils donc servi de remparts à leurs collègues français ? Une thèse de doctorat soutenue le 19 octobre 2009 à Lyon (Le gouvernement et l'armée polonaise en France 1939-1940) semble le prétendre en désignant comme responsable le Grand quartier général français mais en dédouanant en partie le général Daille : 

« À partir du 12 juin, la division polonaise passe sous l’autorité du 45e corps d’armée que dirige le général Daille. (...) De nouveaux ordres venant du quartier général du général Daille sont répercutés et donnent la situation suivante : la division polonaise doit se positionner entre les forts dominant la trouée de Belfort. (...) Prugar-Ketling n’a aucune information sur le type d’attaque que peut subir son unité. (...) Aussi, le général Prugar-Ketling demande-t-il au général Daille si d’autres unités peuvent appuyer sa division. Daille ne répond pas vraiment à sa question et paraît quelque peu évasif.
(...) Le général Daille cherche à rassurer ses partenaires polonais et à leur montrer qu’il a beaucoup d’estime et de respect pour eux. Son discours au PC du général Prugar-Ketling est clair sur son idée et ses intentions vis-à-vis des Polonais. Il déclare que de « très durs moments » attendent prochainement les unités franco-polonaises. Devant l’efficacité indéniable du Blitzkrieg, le général Daille affirme qu’il sait pouvoir compter sur la division polonaise. Il précise : « Je connais les Polonais, et je suis sûr qu’ils ne décevront pas mon espoir. » Ce sont des paroles qui redonnent le moral aux officiers polonais présents à cette entrevue. Ils se sentent pour la première fois depuis la création de leur division respectés et considérés.
(...) Le 14 juin 1940, le Grand quartier général français passe au-dessus du général Daille et donne l’ordre aux polonais de se porter dans la journée sur Vesoul (Haute-Saône). (...) Lorsqu’il apprend cela, le général Prugar-Ketling ne peut émettre de protestation, ni même en informer le général Sikorski, mais cela met en évidence que les Français utilisent les Polonais comme bon leur semble. »

Ces affirmations font suite à des entretiens (datés du 8 mars 1997, il s'agit donc de sources orales) entre le doctorant, Sylvain Francia, et Julius Zalinski (né en 1914 et mort en 2003), officier de l’armée polonaise controversé, déclaré persona non grata en Pologne et établi en France à partir de septembre 1939.

###### Utilisation légitime de ces troupes aux côtés des troupes françaises?

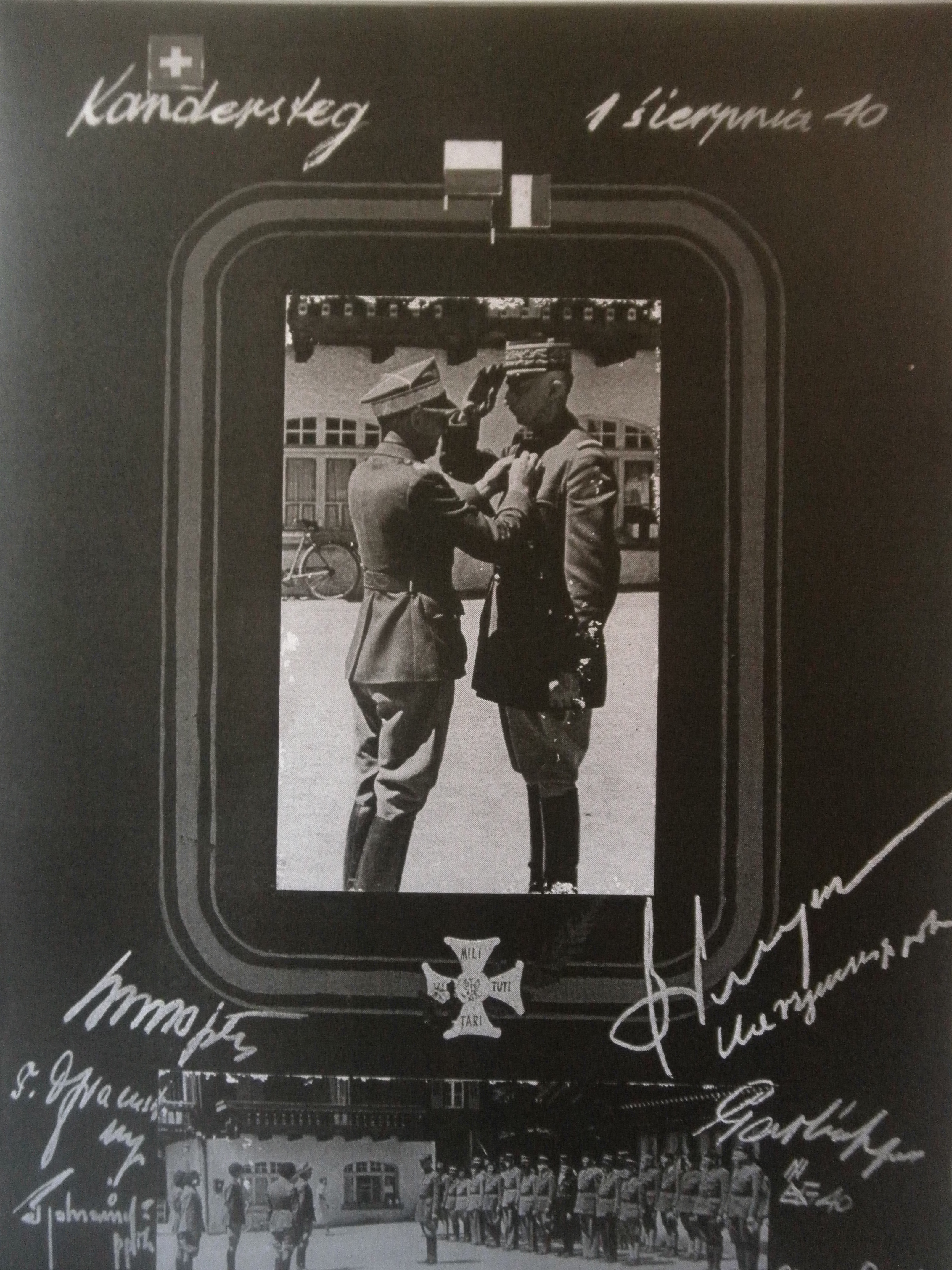
Marius Daille et le général Prugar-Ketling.

La lecture des événements par l'État-major français est tout autre : sans le soutien des Polonais les Français risquent d'être encerclés par les troupes allemandes. Le général Daille s'adresse alors dans ces termes à son homologue polonais « Je fais appel à votre honneur de Soldat, Prugar, vous ne pouvez pas abandonner vos voisins en péril tant que vos moyens d'action ne sont pas épuisés... C'est ce que font les unités françaises sous mes ordres qui, elles aussi, sont autorisées à pénétrer en Suisse... Vous combattrez ! » Ces propos, tenus par un chef de guerre français qui entretient des relations d'amitié avec Prugar-Ketling, et repris le 21 juin 1970 lors de la cérémonie commémorant le 30e anniversaire des combats devant le Mémorial de Damprichard dans le Doubs, semblent démentir toute utilisation abusive des troupes polonaises. D'ailleurs, quelques jours après les derniers combats et après l'internement en Suisse décidé par Daille, la Croix de guerre de 5e Classe par la Pologne est décernée par le général Wladyslaw Sikorski, supérieur hiérarchique de Prugar au général Daille.
Le point de vue du haut-commandement français selon lequel les troupes polonaises doivent rester engagées aux côtés des unités françaises au nom du principe d'assistance mutuelle, semble, de plus, porter ses fruits. Alors que partout le front se délite, la ville du Russey sert d'épicentre à l'une des seules batailles que l'armée française ait pu gagner en 1940, grâce notamment à l’artillerie polonaise, engagée à ses côtés. Le Russey est en effet le théâtre d'un brillant fait d'armes du 45e Corps d'armée qui stoppe la Wehrmacht durant quatre jours, les 16, 17, 18 et 20 juin 1940, entre Saint-Hippolyte et Le Russey. « Alors que partout ailleurs le front s'écroule, les éléments du général Daille, résistent à l'envahisseur, lui infligeant même de lourdes pertes. En 1940, le général Daille cite à l'ordre du Corps d'armée Antoni Zdrojewski, officier supérieur de la 2e division polonaise de chasseurs à pied » qui, du 16 au 20 juin 1940, est à la tête d'une batterie d'artillerie.

##### Internement franco-polonais en Suisse

###### Installation du45ecorpsd'armée sur le sol suisse

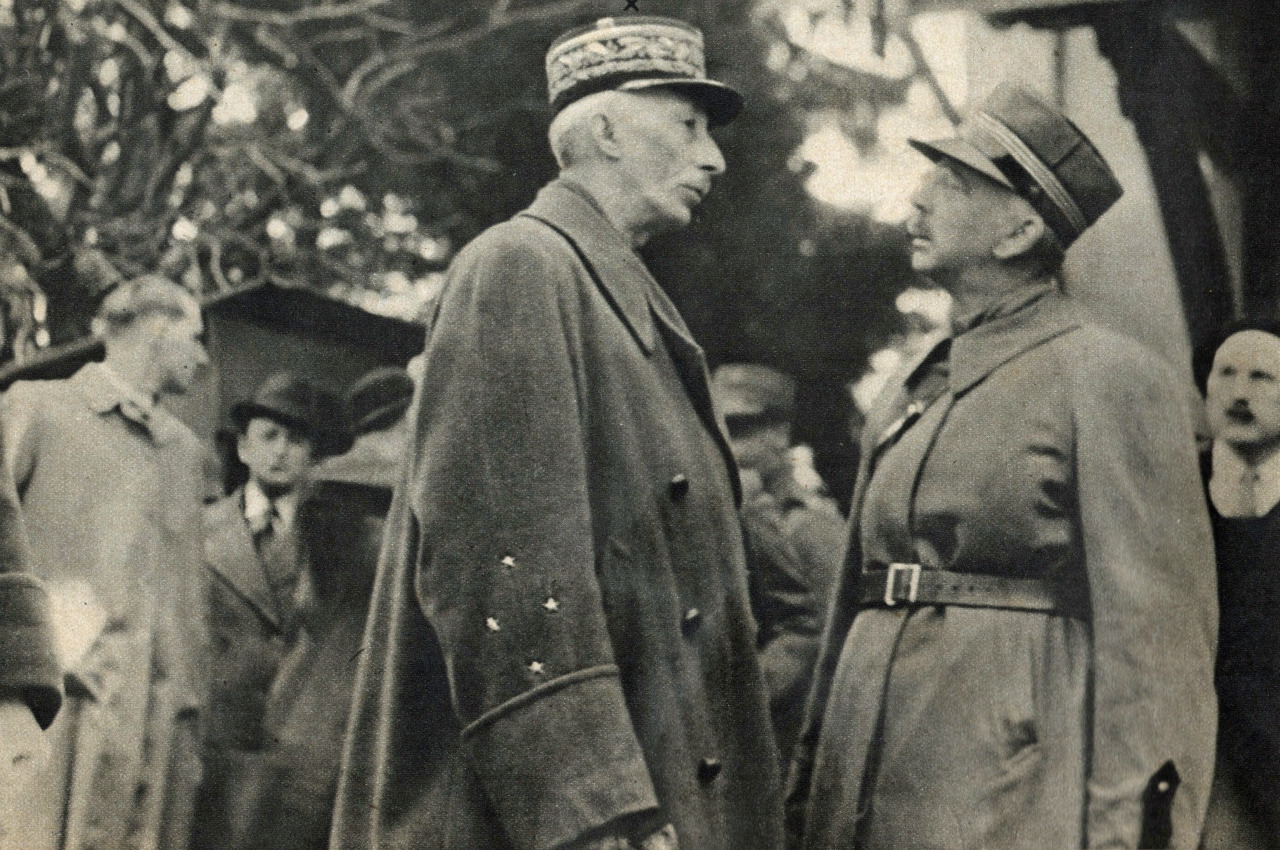
Général Daille à gauche, Suisse, janvier 1941.

Le 18 juin 1940, le général Daille met en place un ultime dispositif de couverture qui comprend le 7e régiment de spahis algériens. Le même jour, le Conseil fédéral suisse l'autorise à entrer en Suisse avec le 45e corps d'armée, près du poste douanier d'Épiquerez, puis à traverser le Doubs à Soubey, pour des motifs humanitaires et en vertu du précédent de l'armée Bourbaki en 1870 – 1871. Le 19 juin 1940, le général Daille se présente au poste frontière du Chaufour et a un entretien avec l'autorité militaire suisse représentée par le colonel de Reynier ainsi que par le colonel Albert de Tscharner. La 2e division d'infanterie polonaise du général Prugar–Ketling entre aussi en Suisse à cette occasion et « les unités polonaises passent la frontière en ordre, défilant une dernière fois, baïonnette au canon devant leur chef, le général Daille ». Le 23 novembre 1940, après l'armistice, un accord franco-allemand est ratifié, par lequel les militaires français internés en Suisse sont autorisés à rentrer dans leur pays pour y être démobilisés et renvoyés dans leurs foyers. Avec l'accord de Vichy et de Berlin, les Français sont donc rapatriés en janvier 1941, tandis que les Polonais restent dans en Suisse jusqu'en 1945. Le général Daille remet à ce moment-là une médaille des services militaires volontaires à André Emlinger, qui sert sous ses ordres.
Le dernier paragraphe de l'article 12 de la Seconde conférence de La Haye n'impose pas aux autorités suisses d'accueillir des unités militaires en déroute mais prévoit leur internement en cas d'acceptation par le Conseil fédéral. Il faut donc, dans un premier temps, désarmer, transporter puis nourrir et loger à l'improviste les 29 000 soldats français et marocains, les 12 000 Polonais, mais, également, quelques détachements anglais et 600 Belges, ainsi qu'un important matériel, des véhicules militaires, des voitures hippomobiles et 4 500 chevaux.

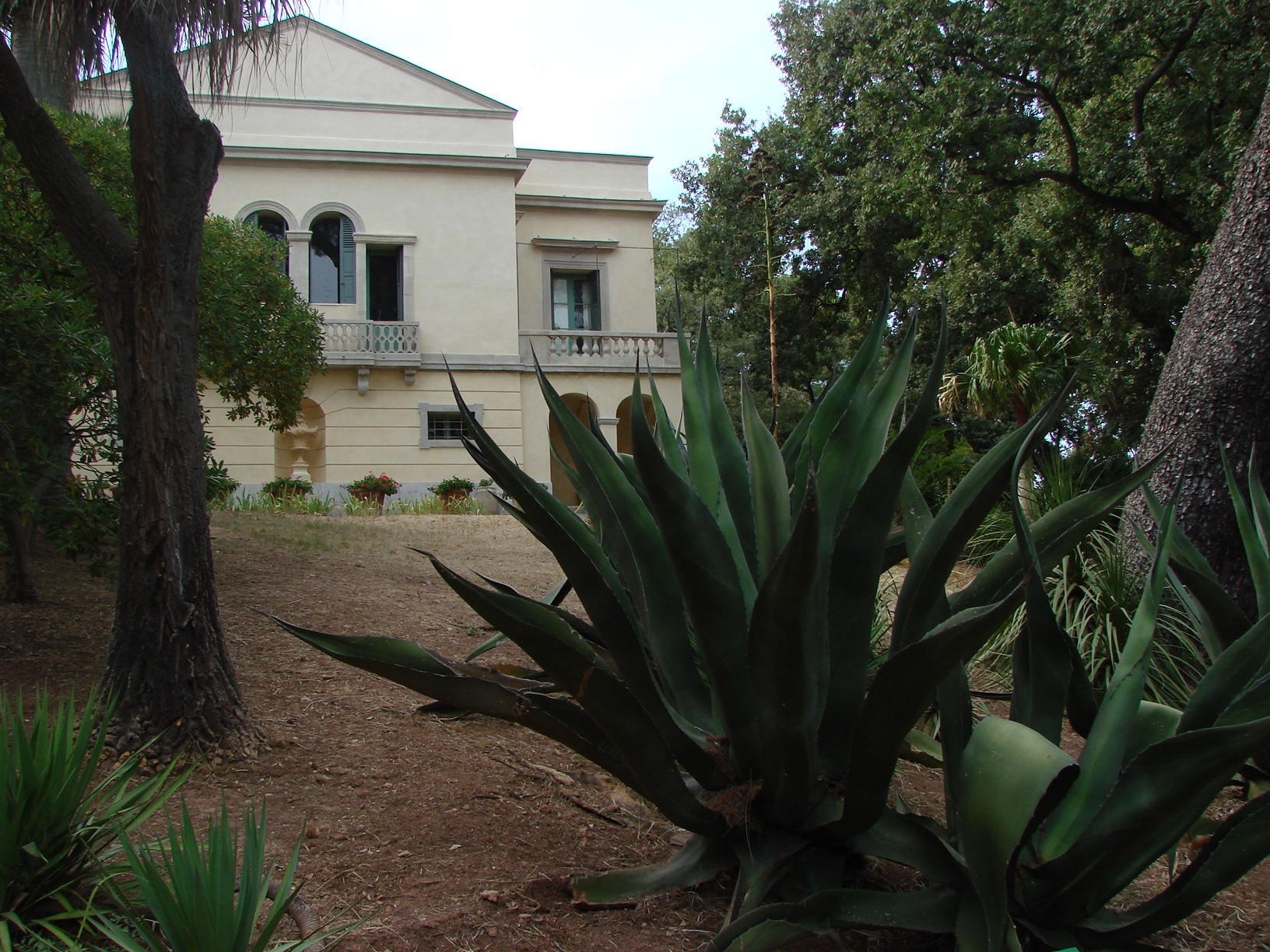
Le Plantier de Costebelle, réquisitionné en octobre 1943 par les Allemands.

###### Affaire du remboursement des frais d'internement de la division polonaise
Cet internement provoque un litige : l'affaire du remboursement des frais d'internement en Suisse de la deuxième division polonaise intégrée au 45e corps d'armée française.
Le gouvernement suisse réclame à l'époque à la France une somme de quatre-vingts millions de francs suisses au motif que la division polonaise fait partie du 45e corps d'armée lorsque le général Daille ordonne le franchissement de la frontière à l'ensemble des troupes sous son commandement.
La position de la délégation française qui doit régler ce litige de droit international avec la Suisse, est différente ; elle considère au contraire que l'ordre donné par le général Daille est une décision purement militaire, « différente des obligations financières qui reviennent au gouvernement polonais, dès lors que les troupes de la 2e division polonaise cessent les opérations pour lesquelles elles ont été intégrées dans l'armée française. »
Ce litige est réglé en 1956, alors que le général Marius Daille est en retraite depuis plusieurs années, par la Commission permanente de conciliation franco-suisse, organisme établi par le Traité franco-suisse de règlement pacifique du 6 avril 1925 et saisi unilatéralement par la Suisse en 1954. Les termes d'arrangements proposés par la commission sont acceptés par les deux pays : la France paie les frais réels d'internement jusqu'au mois de février 1941, date à laquelle sont libérés les éléments français internés et pour les frais d'internement des Polonais de 1941 à 1945, la France s'acquitte d'une compensation substantielle due à cause de cette prolongation de l'internement des Polonais. Les deux gouvernements se seraient mis d'accord sur une somme de 19 millions de francs suisses.

##### Attitude du général Daille vis-à-vis du régime de Vichy
La « Révolution nationale » est construite à la fois sur la modernisation et l’équipement du pays et sur la préservation de « l'ordre éternel des champs » grâce au « retour à la terre ». Une Charte du travail, loi française sur le droit du travail, est promulguée le 4 octobre 1941. Elle instaure des corporations par branches d'activité, dans les prises[De quoi ?] par Mussolini en Italie. Il[Qui ?] expose ses idées politiques et économiques but[Quoi ?] de favoriser l'entente entre patrons et ouvriers, et d'éviter la lutte des classes.

En septembre 1941, Marius Daille soutient la politique agricole du maréchal Pétain mise en place par son ministre de l'Agriculture Pierre Caziot et qui se traduit par la création de la « corporation paysanne ».

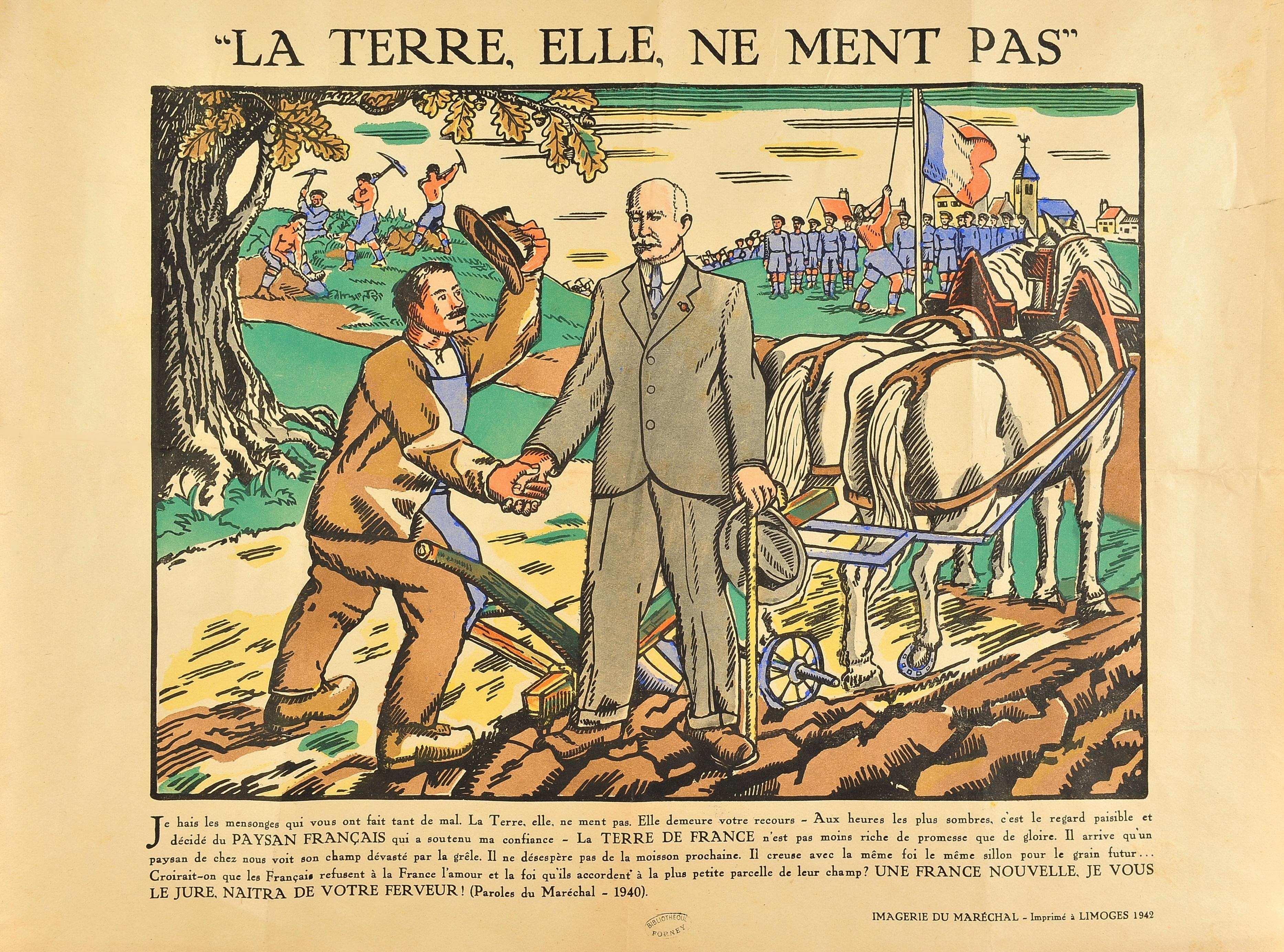
Affiche illustrant la politique agricole du maréchal Pétain.

 Le général fait un éloge appuyé de l'exemple agraire allemand mis en place par Richard Walther Darré (notamment le programme Blut und Boden), de la politique dirigiste du président portugais Salazar ou des lois agrariennes dans un article notable publié par la Revue des deux Mondes (« Vers un nouveau régime agricole »), critiquant vivement les « régimes de mensonges de la Troisième République » ou les idées « des hommes de la Révolution de 1789 » et renvoyant dos à dos libéralisme et socialisme.
Le dimanche 8 février 1942, le général Daille assiste à la cérémonie destinée à célébrer, sous le haut patronage du maréchal Pétain, la remise du prix Goncourt à Henri Pourrat à la salle des fêtes de Chamalières pour son œuvre Vent de Mars. Sont présents Pierre Caziot, ministre de l'Agriculture, René Bousquet, commissaire provincial, le général Fernand-Zacharie-Joseph Lenclud (sl), l'intendant de police René Baulard (ca), Mgr Gabriel Piguet, évêque de Clermont ainsi que des instances dirigeantes de la Légion française des combattants, notamment Raymond Lachal. On retrouve dans le livre d'Henri Pourrat tous les fondements idéologiques de la mystique du « retour à la Terre » prônée par l'État français et que le général Daille systématise dans la Revue des deux Mondes quelques mois plus tôt.
Sa proximité avec le régime de Vichy permet au général Daille d'aider la congrégation des religieuses de Sainte-Marie de Clermont en leur faisant livrer du charbon en 1941 ou des légumes secs, et ce alors même que ces religieuses rendent des services à la Résistance intérieure française.

#### Décorations

##### Intitulés
- Légion d'honneur : chevalier (10/04/1915), officier (16/06/1920), commandeur (30/12/1938), grand officier (01/09/1944).
- Croix de guerre 1914 – 1918 avec 4 palmes et 1 étoile de vermeil et 1 étoile d'argent.
- Croix de guerre 1939 – 1945 avec 1 palme.
- Médaille Interalliée de la Victoire.
- Médaille Commémorative de la Grande Guerre.
- Par la Belgique : Croix de guerre.
- Par l'Italie : Croix de guerre.
- Par la Pologne : Croix de guerre de 5e classe décernée par le général Wladyslaw Sikorski.
- Chevalier de Mérite de l’ordre militaire et hospitalier de Saint-Lazare de Jérusalem en 1935[56].

##### Rubans des décorations militaires
| Pays     | Décoration                                                             | Rang                                                   | Ruban                     |
| -------- | ---------------------------------------------------------------------- | ------------------------------------------------------ | ------------------------- |
| France   | Légion d'honneur                                                       | Chevalier 10/04/1915                                   |                           |
| France   | Légion d'honneur                                                       | Officier 16/06/1920                                    |                           |
| France   | Légion d'honneur                                                       | Commandeur 30/12/1938                                  |                           |
| France   | Légion d'honneur                                                       | Grand Officier 01/09/1944                              |                           |
| France   | Croix de guerre 1914-1918                                              | Quatre palmes, une étoile vermeil, une étoile d'argent | Croix de guerre 1914-1918 |
| France   | Croix de guerre 1939-1945                                              | Une palme                                              | Croix de guerre 1939-1945 |
| France   | Médaille interalliée 1914-1918                                         |                                                        |                           |
| France   | Médaille commémorative de la guerre 1914-1918                          |                                                        |                           |
| Belgique | Croix de guerre (Belgique)                                             |                                                        |                           |
| Pologne  | Croix d'Or de Virtuti Militari                                         |                                                        | Croix d'or                |
| Italie   | Croix de guerre de la valeur militaire (17 octobre 1941 - 10 mai 1943) |                                                        |                           |

#### Inaugurations, commémorations
En juin 1950, un monument érigé par souscription à Brémoncourt a été remis à la Suisse par les internés militaires français, membres de l'association « Amicale des prisonniers de guerre internés en Suisse ». Le général Daille préside les cérémonies d'inauguration de ce mémorial à la frontière Franco-Suisse.
Le 21 juin 1970, le général Daille déclare en personne lors de la cérémonie commémorant le 30e Anniversaire des combats devant le Mémorial de Damprichard dans le Doubs : 

« En quelques jours de guerre, les Chasseurs polonais étaient devenus nos meilleurs frères d'armes. Depuis ils se sont établis parmi nous dans le pays de Montbéliard, à Belfort et en Haute-Alsace. Ils sont véritablement devenus nos frères dans la paix. Unissons-nous pour honorer ceux qui, vaillamment ont donné leur vie pour que vive la France. Qu'ils soient à l'honneur, que leurs noms restent gravés dans nos cœurs comme ils revivent gravés dans la pierre. Vive la Pologne et vive la France ! Peut-être désirez vous connaître la réaction du général Sikorsky après l'acte de désobéissance à ses ordres que j'ai solennellement sollicité du général Prugar ? Il m'a fait décerner la plus haute distinction qui pourrait honorer un chef de guerre — cette Croix de guerre de 5e classe est réservée aux soldats — Sur la liste des récipiendaires titulaires mon nom figure avant celui de Winston Churchill, mais pour moi cette distinction honorifique me fait devenir le frère du plus humble troupier polonais dont le nom est gravé dans la pierre de ce Mémorial. Adieu mes compagnons, mes frères d'armes ! »

#### Essais et écrits militaires du général Daille
- Capitaine Marius Daille et Général Pierre Xavier Emmanuel Ruffey (préface), « Essai sur la doctrine stratégique allemande d'après La bataille de Cannes », sur catalogue.bnf.fr, Paris et Nancy, Berger-Levrault, 1914 (consulté le 5 janvier 2013).
- Commandant Marius Daille, « La Bataille de Montdidier. Ouvrage contenant 15 croquis ou cartes hors texte », sur catalogue.bnf.fr, Nancy-Paris-Strasbourg, Berger-Levrault, 1922 (consulté le 5 janvier 2013).
- Lieutenant-colonel Marius Daille et Marie-Eugène Debeney, « Deux leçons de la guerre de Sécession. Lettre-préface du général Debeney, ancien commandant de l'École supérieure, chef d'état-major général de l'armée. Avec 3 croquis hors texte et un autographe », sur catalogue.bnf.fr, Nancy-Paris-Strasbourg, Berger-Levrault, 1925 (consulté le 5 janvier 2013).
- Georges Thierry d'Argenlieu (préf. Colonel Marius Daille), La Bataille de l'Avre, phase de mouvement, Berger-Levrault, 1929 (BNF 34086914). Les combats de mars 1918 sur les rives de l’Avre, à la jonction des armées anglaises et françaises. Opérations du groupement Mesple et de Mitry. La bataille vue du côté allemand. Avec 13 cartes hors texte.
- Général Marius Daille, « Histoire de la guerre mondiale. II. Joffre et la guerre d'usure, 1915-1916 ; Collection de mémoires, études et documents pour servir à l'histoire de la guerre mondiale », sur catalogue.bnf.fr, Mayenne, Floch ; Paris, Payot, 1936 (consulté le 5 janvier 2013).
- Jean Charles Paul Courbis et Général Marius Daille (préface Propos sur Schlieffen), « Le Comte Schlieffen, organisateur et stratège », sur catalogue.bnf.fr, Paris, Berger-Levrault, 1938 (consulté le 5 janvier 2013).
- Général Daille, « Vers un nouveau régime agricole », sur www.revuedesdeuxmondes.fr, septembre 1941 (consulté le 19 février 2015).Cet article évoque en des termes très élogieux, les politiques agricoles du maréchal Pétain en France et celle de Richard Walther Darré en Allemagne mais le ton de l'article reste très hostile à l'envahisseur allemand.
- Général Marius Daille, « La Suisse pendant la guerre et la France, les internés militaires en Suisse en 1940-41. Avant-propos du général Pierre-Marie-Philippe Dejussieu-Pontcarral », sur catalogue.bnf.fr, Paris, Prison sans barreaux, les Presses techniques, 1952 (consulté le 5 janvier 2013).

### Retraite hyéroise

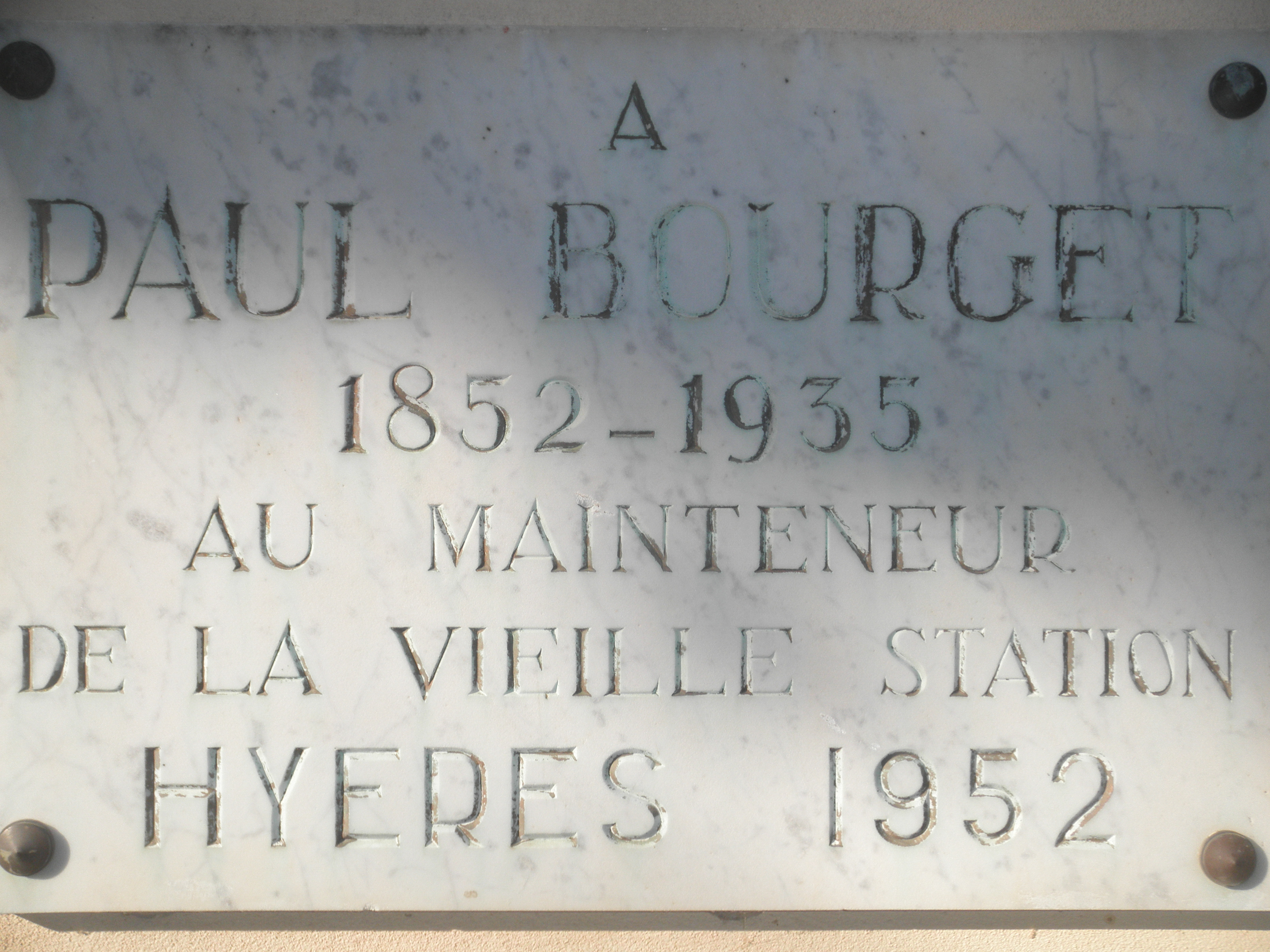
Plaque commémorative posée en 1952 par Marius Daille sur la façade du Plantier de Costebelle.

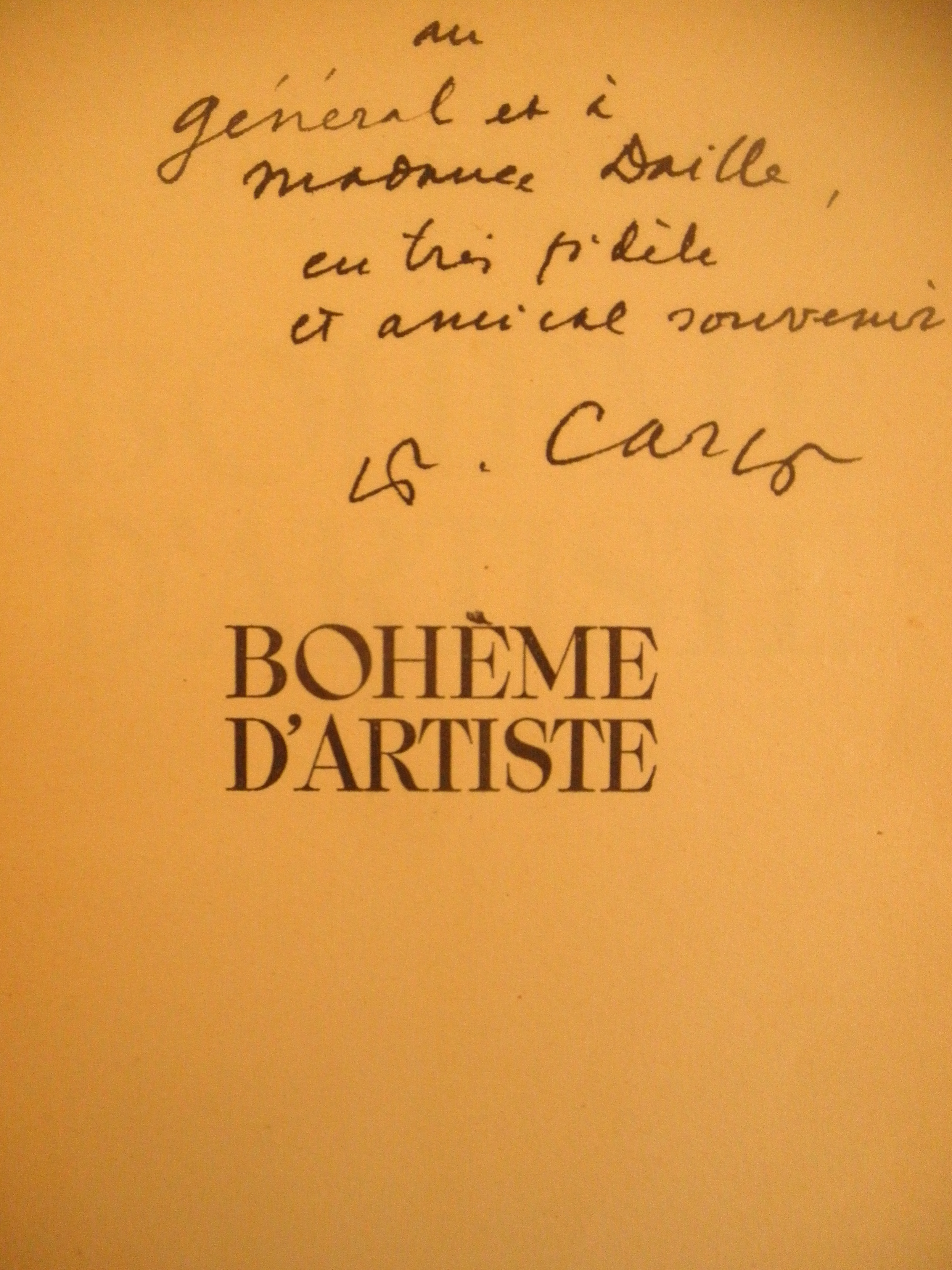
Envoi autographe amical de Francis Carco au général Daille en 1940.

#### Préservation des archives et souvenirs du général Daille par les autorités
En 1942, le Comité Franco-allemand affranchit de toutes servitudes l'appartement parisien du général Daille, rue de Varenne, afin de sauvegarder la bibliothèque et les souvenirs de Paul Bourget qui y sont entreposés depuis la mort de l'homme de lettres en 1935. Le préfet du Var demande au maire d'Hyères que les mêmes dispositions soient prises pour la villa hyéroise du Plantier de Costebelle où l'autre partie des archives de Bourget est également présente. Le 10 octobre 1943, la villa du Plantier de Costebelle est réquisitionnée par les Allemands. Par précaution, le général Daille demande que les archives de l’écrivain et sa bibliothèque soient déménagées à proximité, à la villa La Coualo chez le colonel Beaugier. La mairie prend en charge des frais de déménagements conséquents puisque 31 voyages sont nécessaires pour mettre à l'abri l'ensemble des archives et effets du général Daille. Les combats de la Libération laissent le parc du Plantier défiguré par des tranchées et l'intérieur des bâtiments fortement endommagé. Soucieux de contribuer au maintien du patrimoine artistique national, le lieutenant-colonel Aube, commandant le C.I.A.C., fait placer une garde dans la villa. Il prescrit en outre une remise en état des lieux le 16 octobre 1944 et un inventaire est dressé à cette occasion.

#### Le Plantier de Costebelle
Après la Seconde Guerre mondiale, le général entreprend la restauration du Plantier de Costebelle qui a subi les outrages de l’occupation puis les pillages de la Libération : la réquisition du domaine par les Allemands le 10 octobre 1943 a laissé la propriété très dégradée, les archives de Bourget jonchent le sol (archives municipales, Hyères, série 4 H 5). Des scellés sont posés au Plantier pour préserver les biens mobiliers en octobre 1944.
Le général Marius Daille vit dans la propriété que Paul Bourget lui a léguée, au Plantier de Costebelle, à Hyères (Var), à partir des années 1950. Il épouse en secondes noces, en 1965, madame Bouillon, née Marie-Thérèse Metoz (1904-1982) qu’il a connue dans sa jeunesse, originaire du Jura, et avec qui il est enterré dans la chapelle privée du Plantier de Costebelle. Le général n’a pas eu non plus de descendance directe avec sa seconde épouse.
Le général se consacre aussi à la réhabilitation du parc, abîmé par les tranchées allemandes, les bombardements, puis victime d’un incendie en 1964 qui ravage le versant Est du mont des Oiseaux. En 1952, il participe à la cérémonie organisée à la mairie de Hyères et au Plantier pour célébrer le centenaire de la naissance de Paul Bourget, en présence de Gérard Bauër et du maire Joseph Clotis. Les copies de peintures italiennes exécutées par Camille Bourget, peintre et sociétaire du Salon des artistes français, pour son demi-frère Paul étaient exposées au 98, rue de Varenne à Paris, chez le général. Il ne s’installe à demeure au Plantier de Costebelle que lorsqu’il prend sa retraite.

Le général Daille conserve le mobilier et les souvenirs de Paul Bourget au Plantier de Costebelle
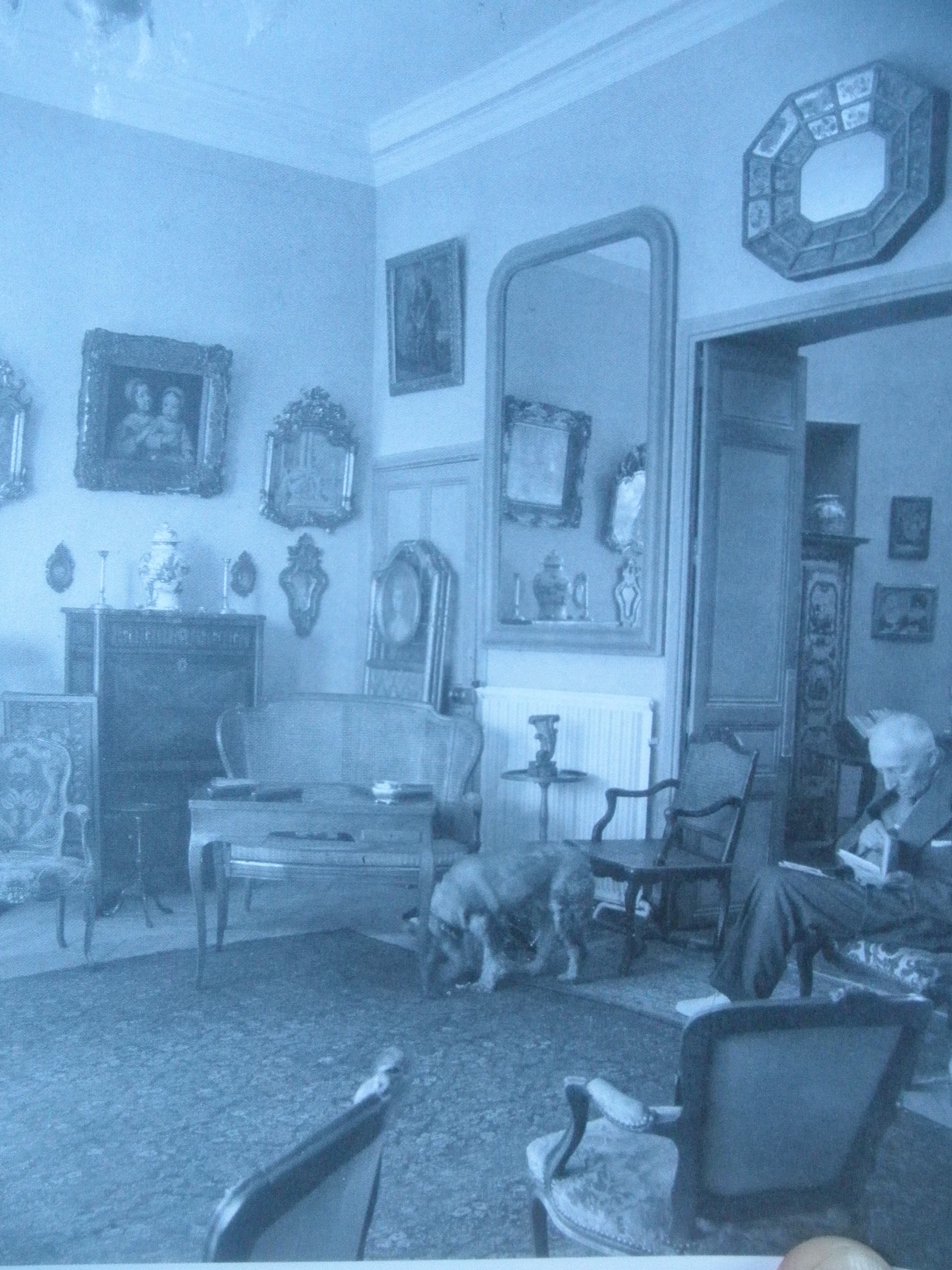
Intérieur du Plantier avec objets et tableaux appartenant au romancier.
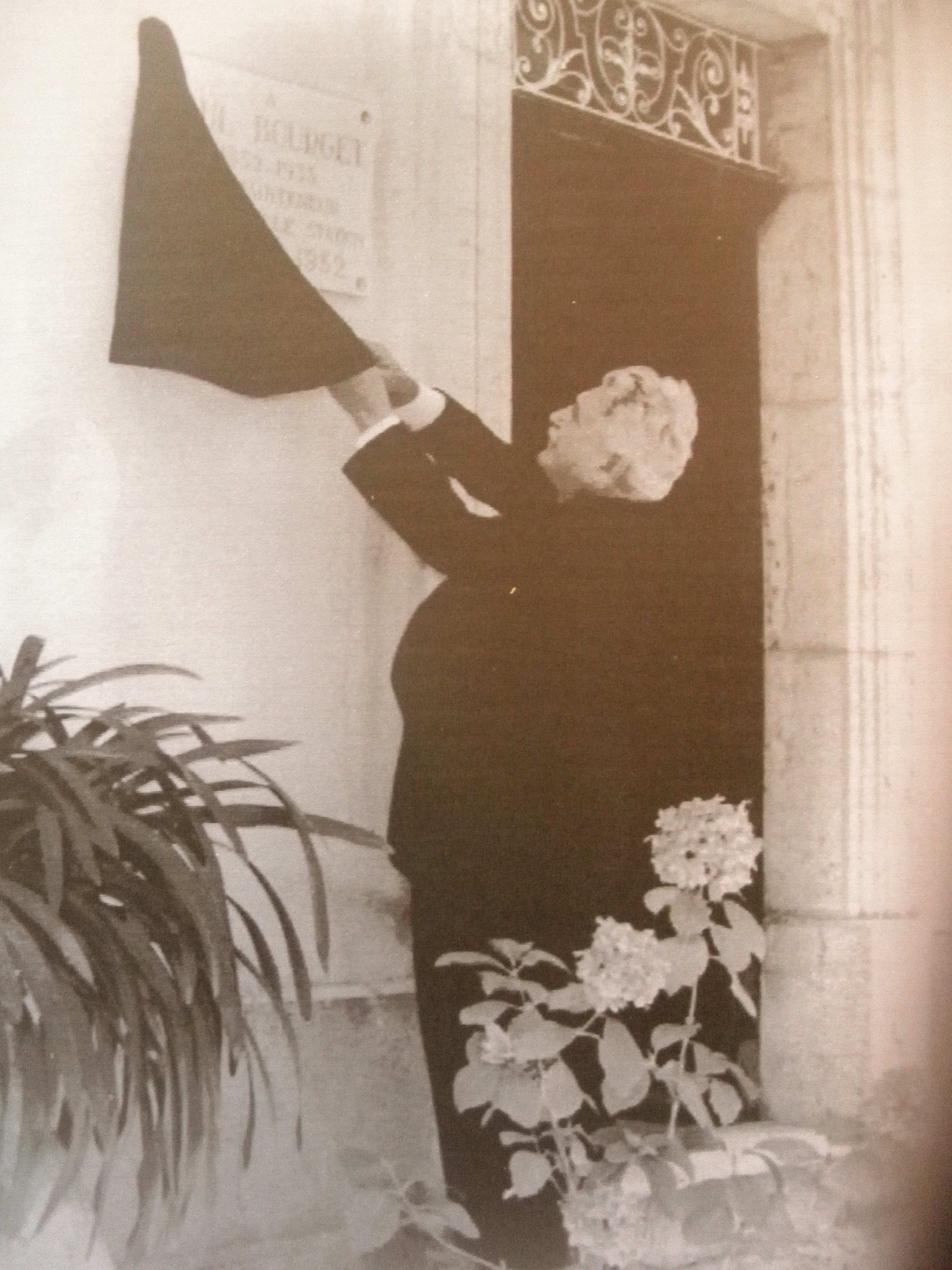
Joseph Clotis dévoile la plaque commémoratrice du centenaire de la naissance de Paul Bourget.
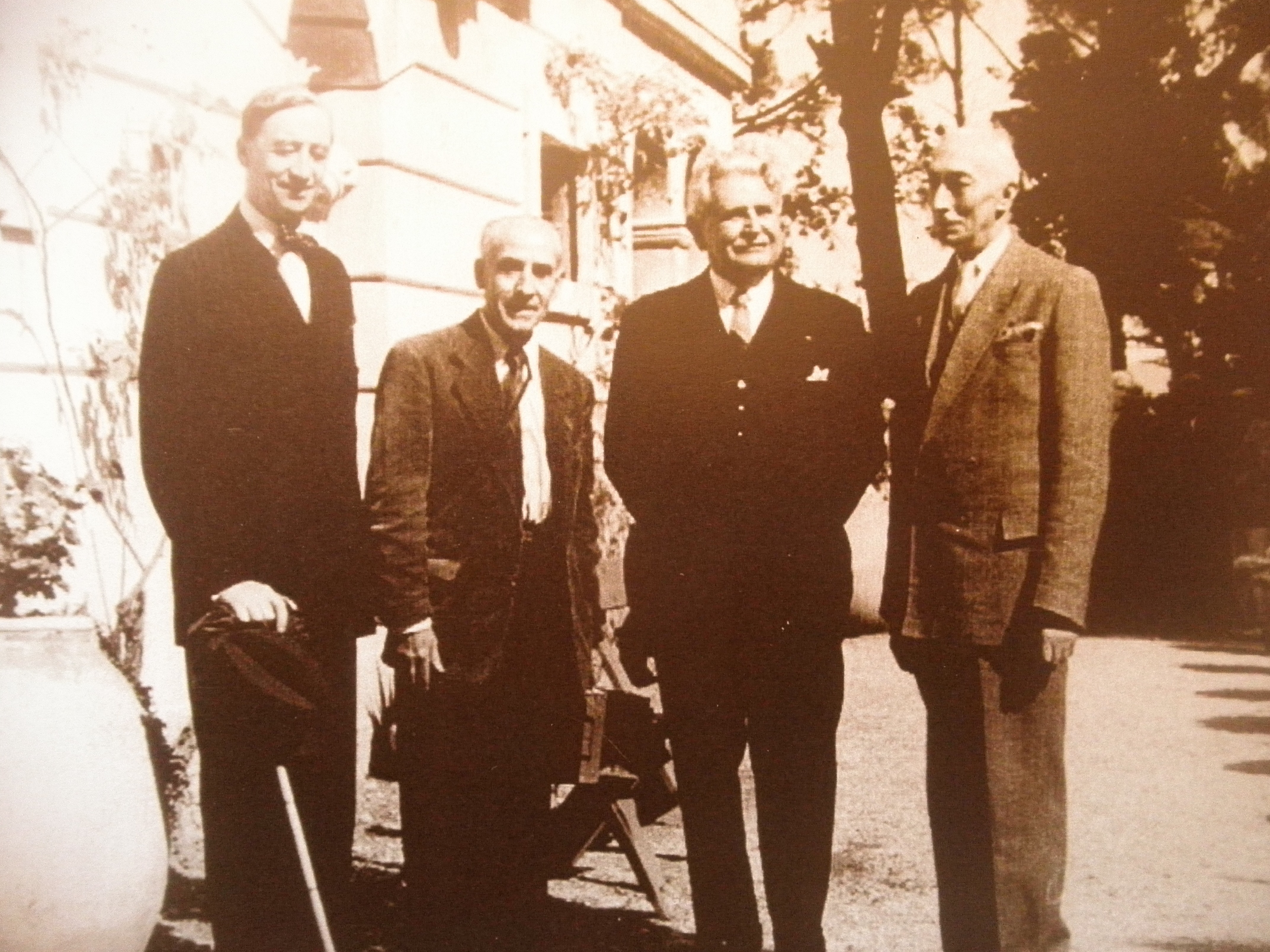
Gérard Bauër, Solia, Joseph Clotis et Marius Daille en 1952 au Plantier pour le centenaire.
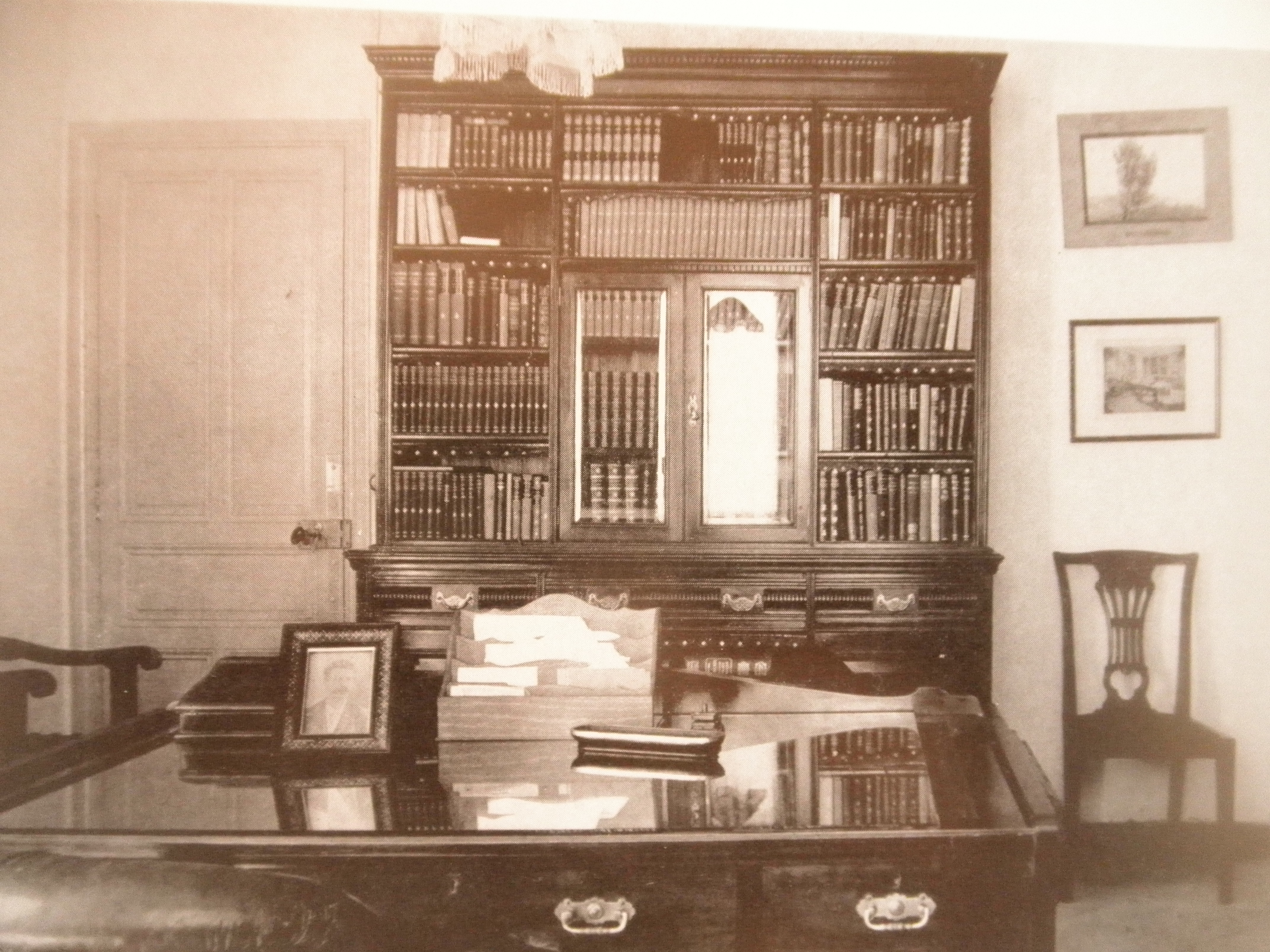
Le bureau de Paul Bourget au Plantier de Costebelle avec une photo de Guy de Maupassant, vers 1929.
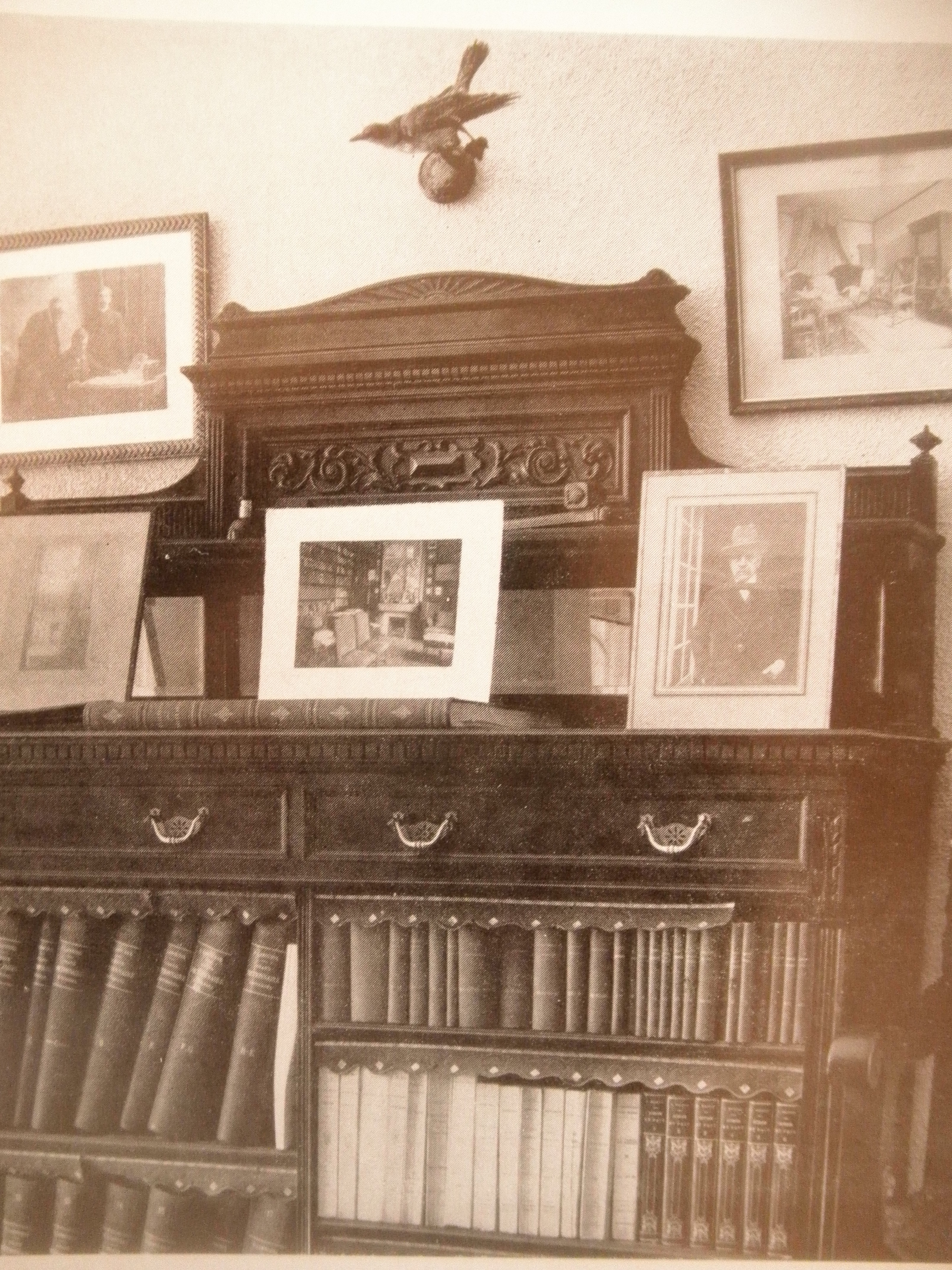
Bibliothèque au Plantier avec photographies de la chambre à coucher et du bureau des Bourget à Paris, 1927.
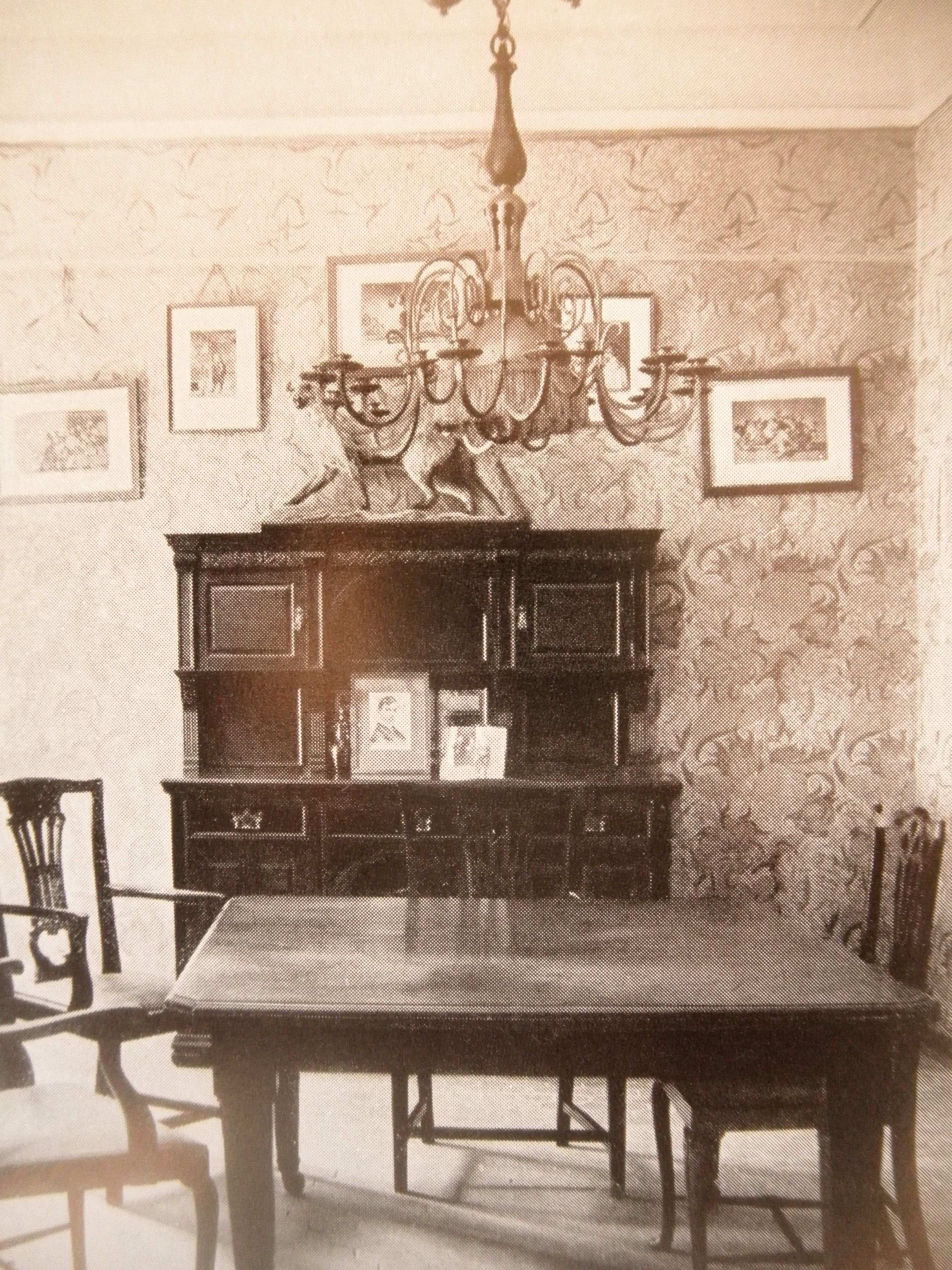
La salle à manger du Plantier de Costebelle conservée en l'état par le général Marius Daille, 1930.
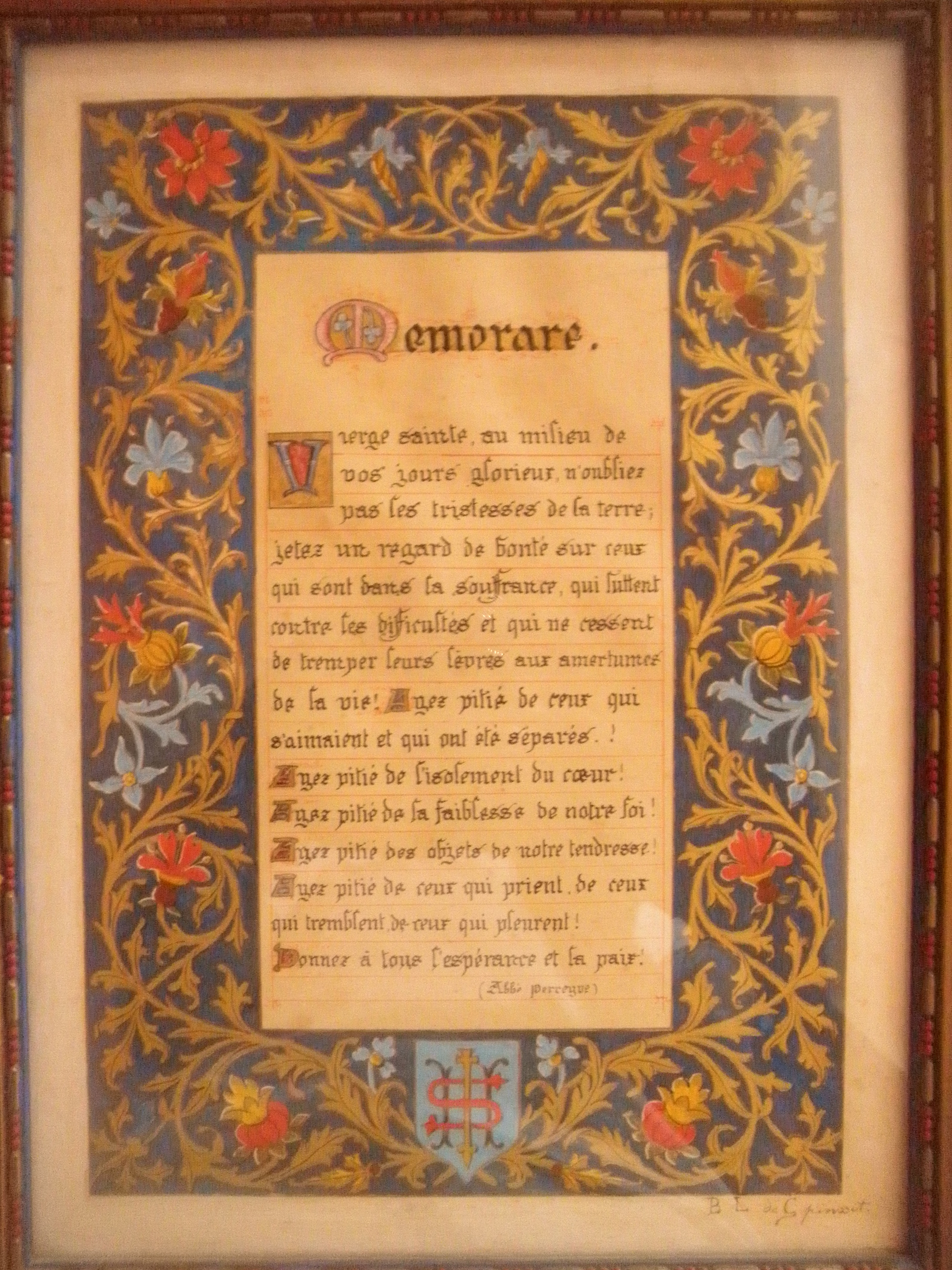
Enluminure, œuvre pieuse de Berthe de Prailly, conservée au Plantier de Costebelle par M. Daille, vers 1870, signée.

#### Relations avec les hommes de lettres et les musées

##### Archives littéraires du général Daille

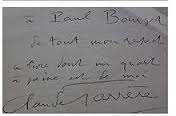
L'admiration de Farrère pour Bourget l'incite à prendre la présidence du Comité pour l'érection du monument en 1937.

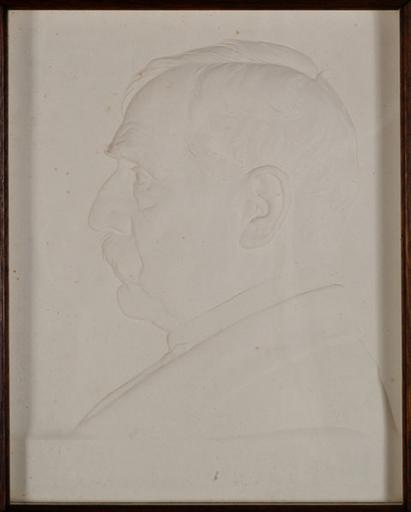
Don de M. Daille au Musée Condé d'une œuvre de Roussel représentant P. Bourget.

Le général en retraite Marius Daille collabore avec des hommes de lettres désireux d’écrire une monographie sur son illustre ancêtre. Il autorise ainsi le professeur Michel Mansuy, biographe de Paul Bourget et qui prépare en 1960 une thèse sur la première partie de la vie du romancier à consulter les documents intimes et inédits du couple Bourget. Le général Daille est en rapport avec Pierre de Montera, biographe de Luigi Gualdo (it). Il est aussi sollicité par le critique littéraire canadien Leon Edel lorsque ce dernier entreprend une biographie d'Henry James, écrivain américain proche de Paul Bourget et à qui il a rendu visite au Plantier de Costebelle en 1899. Le général entretient des relations d'amitié avec des écrivains qui ont connu Paul Bourget et qui ont été reçus au Plantier de Costebelle, comme avec Francis Carco qui en 1940 lui offre un exemplaire de son Bohème d'artiste accompagné d'un envoi autographe révélateur. Mais c'est avec Claude Farrère ou surtout Gérard Bauër, amis et disciples proche de Bourget, que Marius Daille évoque le plus sincèrement le souvenir de l'auteur du Disciple. Le président honoraire de la Société des gens de lettres est ainsi invité au Plantier de Costebelle en 1952 notamment et rédige à la suite de cette visite un article dans Le Figaro. Le général est enfin contacté par Marie-Gracieuse Martin-Gistucci qui rédige en 1977 un ouvrage intitulé Paul et Minnie Bourget, Journaux croisés (Italie, 1901) et conseille l'universitaire, agrégée d'italien et Professeur à l'université de Grenoble (Centre d'Études Franco-Italien, Grenoble) pour la consultation des journaux intimes des Bourget.
Confiées à Germaine et Marius Daille à la mort du romancier, les archives et les papiers de Paul Bourget livrent leurs secrets dès 1938. En 1943, le manuscrit autographe d'une nouvelle inédite de Jules Laforgue, Stéphane Vassiliew, est authentifiée. En 1945, Le Cahier d'écolier de Laforgue est confié par Germaine Daille et son époux à Francis Carco. Le biographe de Jules Laforgue, David Arkell, entretient sur ce sujet précis une correspondance avec le général en 1970.
L'héritier de Paul Bourget a toute sa vie entretenu le souvenir de ce dernier (après guerre, il autorise certains universitaires ou écrivains à consulter ses archives privées sur le romancier, documents dont l'étude permet par exemple à Michel Mansuy de publier une thèse Un moderne, Paul Bourget, de l'enfance au Disciple en 1960).
En 1936, Marius Daille assiste aux obsèques de Pierre de Nolhac et il fait don au Musée Condé de Chantilly d’un buste en bas relief en plâtre de Paul Bourget de profil par le sculpteur Hippolyte-Paul Roussel ainsi que d’un moulage de sa main. D'autres dons suivent, à la Bibliothèque nationale de France ou à la Bibliothèque de Fels en 1966.

Complicité littéraire entre Minnie et Paul Bourget dans le manuscrit de Cosmopolis (collection initiale général Daille)
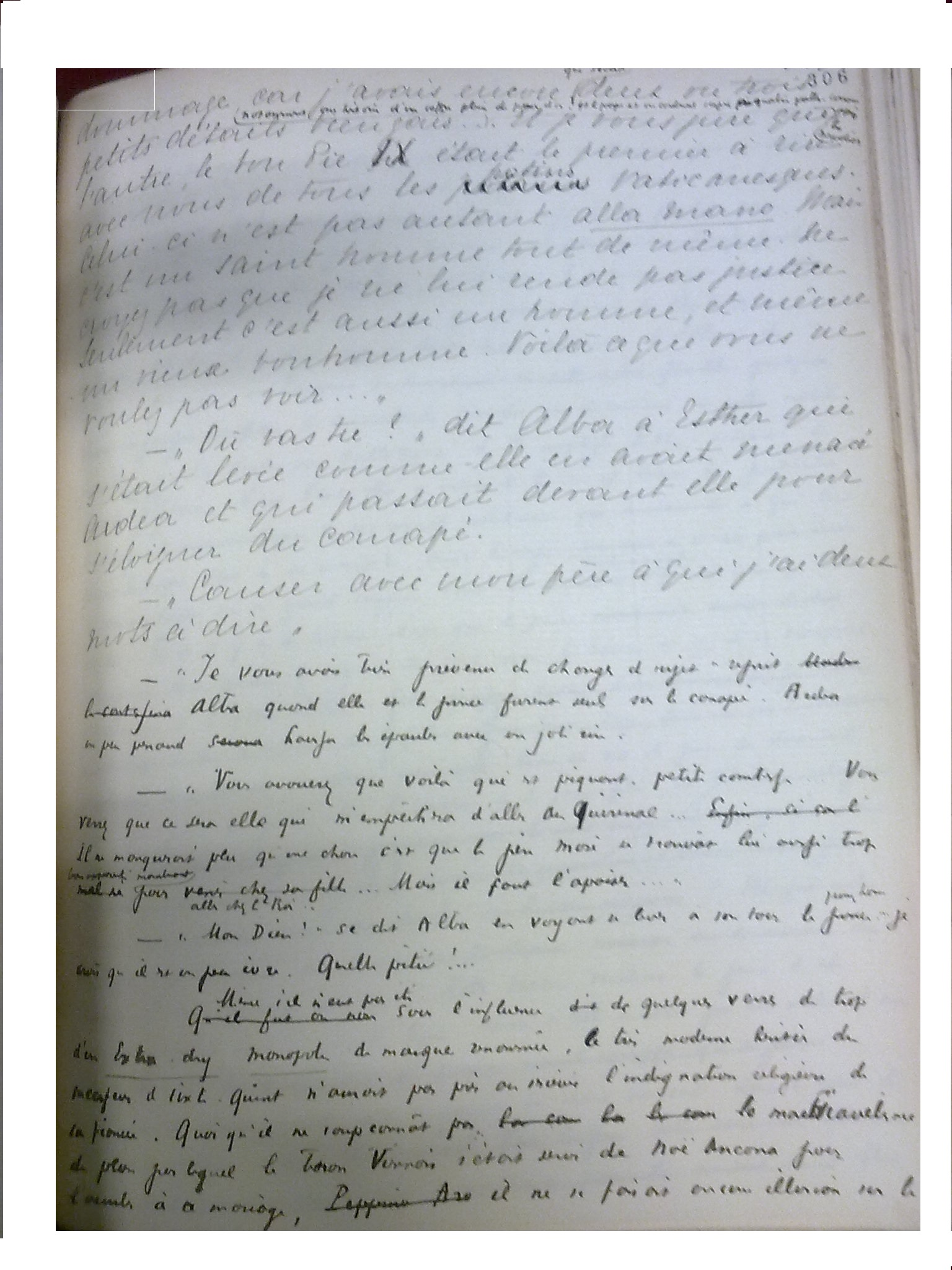
Cosmopolis écrit à deux mains, celles de Minnie et de Paul.
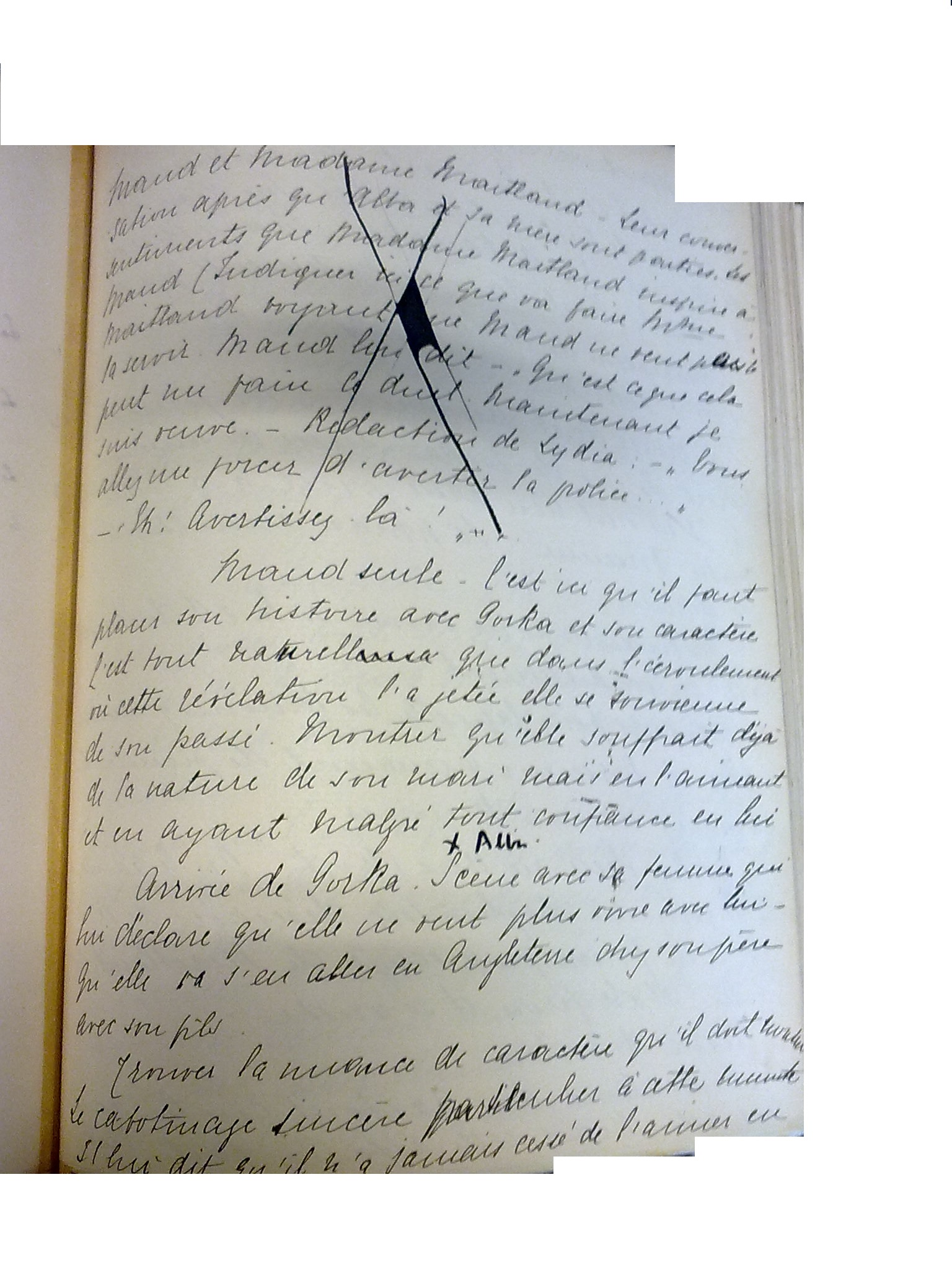
Minnie Bourget, une page manuscrite de Cosmopolis.
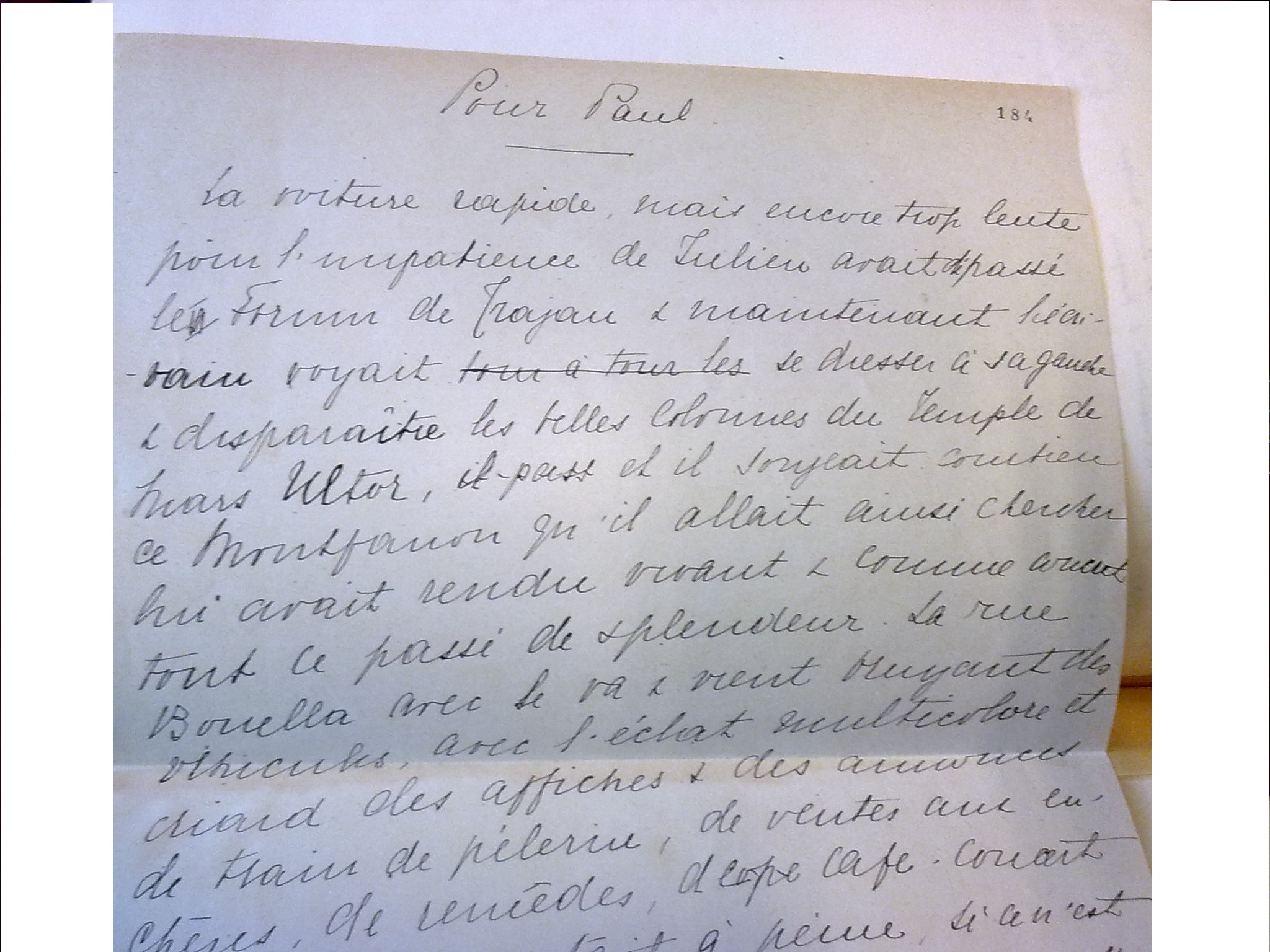
Un chapitre de Cosmopolis écrit par Minnie, à l'attention « de Paul. »
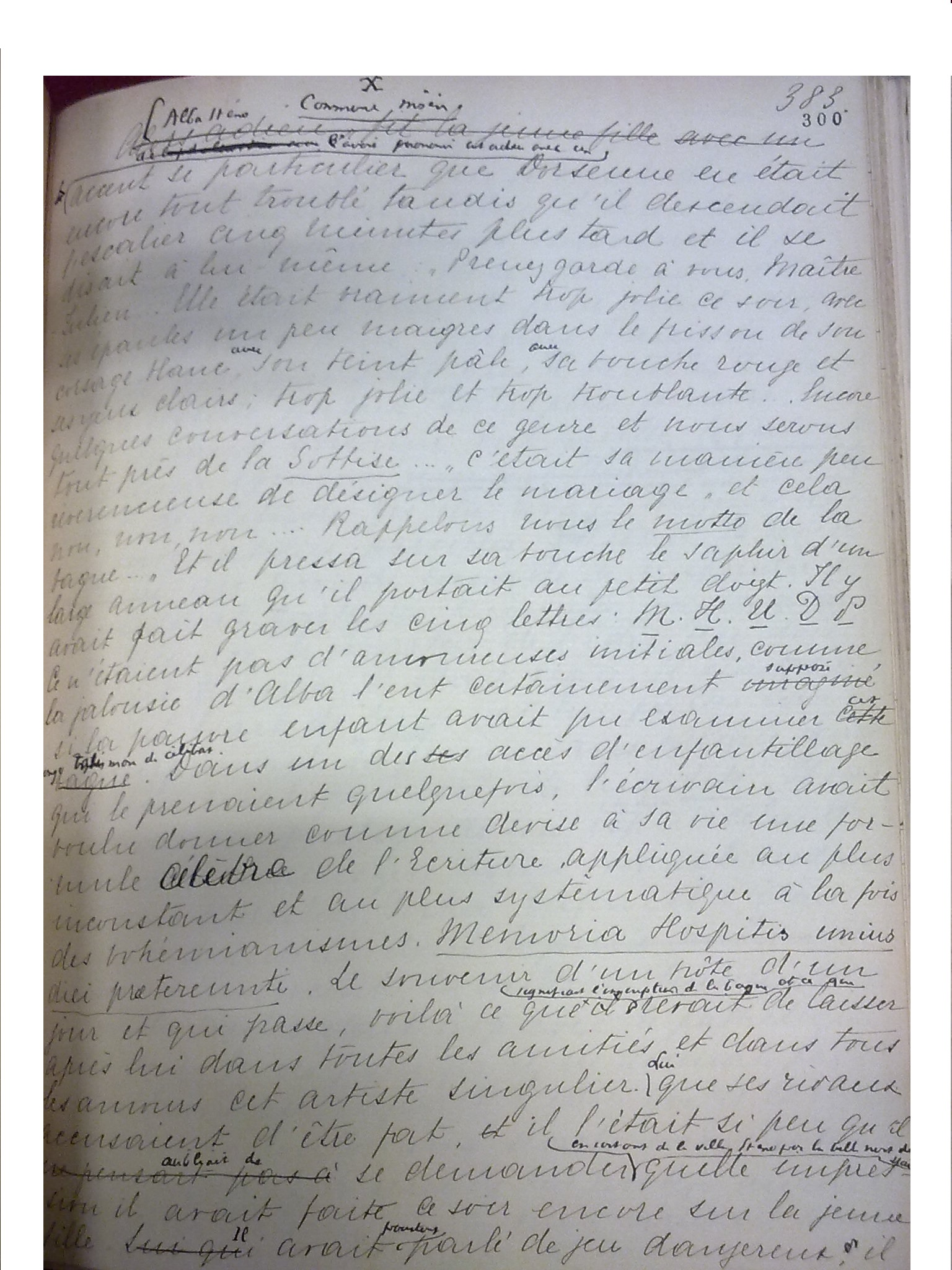
L'écriture de Minnie Bourget dans un manuscrit de Cosmopolis.
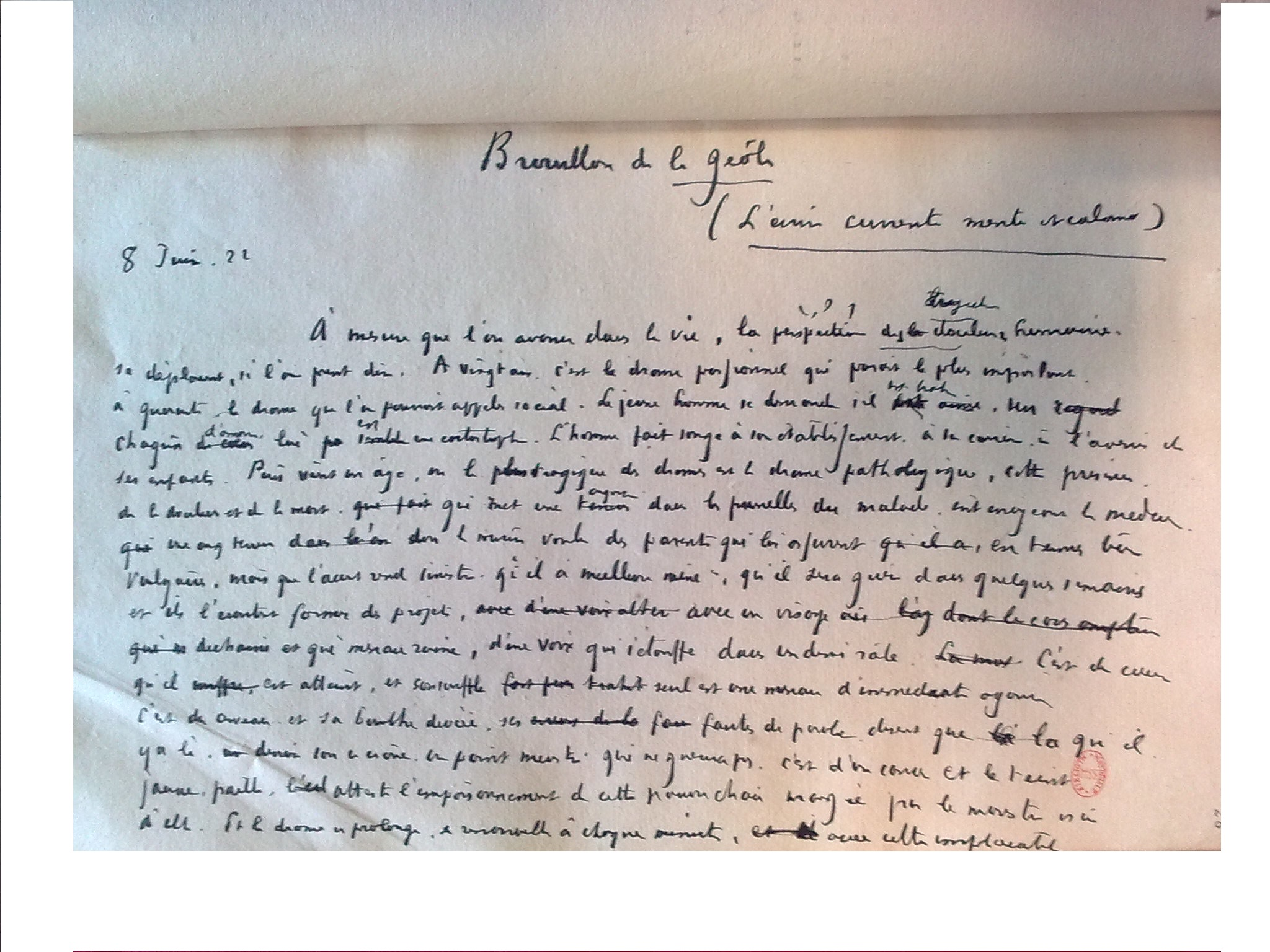
Brouillon de La Geôle, écriture de Paul bourget, collection Marius Daille.

##### Dation des tableaux primitifs siennois
Héritier des biens de Paul Bourget et sans descendance directe, le général Marius Daille prend contact en 1972 avec le maire de Chambéry (ses racines familiales sont en effet savoyardes), Pierre Dumas et le conservateur du musée de la capitale savoyarde Jacques Manoury, en vue d’envisager une donation de la collection de tableaux primitifs siennois du romancier Paul Bourget
, exposée dans sa maison varoise, notamment, le polyptyque du Retable de La Trinité de Bartolo di Fredi.

La collection de tableaux de Marius Daille (ancienne collection Paul Bourget)
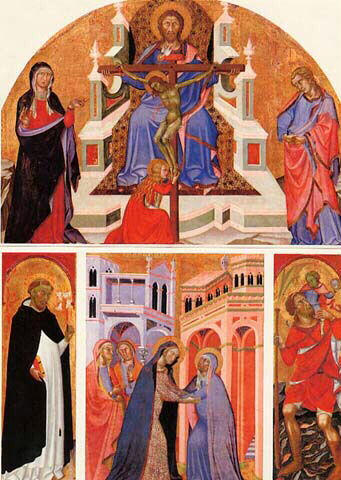
Bartolo di Fredi, Le Retable de la Trinité (1397).
Domenico Beccafumi, Fuite en Égypte (XVIe siècle).
Girolamo di Benvenuto, Sybille ou Vestale (XVe–XVIe).
Neroccio di Landi, Vierge à l’Enfant entre deux Saints (XVe).

Michel Laclotte, Conservateur en chef du département des peintures du Louvre de 1966 à 1987 se déplace au Plantier courant février 1973. Emmanuel de Margerie, Directeur des Musées de France de 1975 à 1977 se rend au Plantier de Costebelle le 30 décembre 1975 pour examiner la collection du général et envisager la soumission de certaines pièces à la Commission Interministérielle d'Agrément pour la conservation du patrimoine artistique national.
'La dation Marius Daille permet la découverte par les Services des Musées Classés et Contrôlés d'un Saint Dominique lors du nettoyage et de la restauration du Saint Évêque.'
Le retable de la Trinité est l'œuvre majeure de la collection Bourget / Daille. Acheté en Italie par le romancier fin XIXe siècle ou début XXe siècle, examiné par Bernard Berenson en 1921, cet ensemble de quatre panneaux sur bois est exposé 20, rue Barbet-de-Jouy à Paris, dans l'hôtel particulier de Paul Bourget jusqu'en 1935. Le général Daille expose ensuite le retable dans son appartement parisien puis au Plantier de Costebelle dans le Var jusqu'en 1978.
Le nettoyage des panneaux objets de la dation en 1980 et l'étude des textes anciens ont permis aux services du musée du Louvre de localiser l'emplacement exact (chapelle des Malavolti) de l'ensemble des quatre Tempera sur bois à Sienne dans la Basilique San Domenico (Basilica Cateriniana di San Domenico), la plus importante église de Sienne en Toscane, au moment de leur commande au peintre siennois Bartolo di Fredi. Les Malavolti sont une ancienne famille siennoise affectée par la déroute gibeline en 1269.

#### Mémoires du combattant
Le général en retraite rédige en 1948 pour l'association des internés militaires français en Suisse qu'il préside, une plaquette relatant les combats qui ont précédé l'internement du 45e corps d'armée en Suisse. Dans les dernières pages de cette réflexion sur le soutien suisse à la France, Marius Daille convoque le romancier Paul Bourget pour comparer la situation de la France meurtrie à celle de la comtesse de Beaumont : 

« Dans un portrait de Chateaubriand, Paul Bourget se penchant avec une tendresse particulière sur la personnalité si attachante de la comtesse Pauline de Beaumont, écrivait : elle comprenait le prix unique des affections vraies pour avoir éprouvé d'une manière terrible combien la solitude soudaine est cruelle (...) Ces échappés du redouté naufrage avaient appris à ne rien laisser perdre de l'irréparable trésor des sympathies. La France meurtrie a, elle aussi, subi brusquement l'angoisse du péril et de la solitude mortelle. Pourquoi n'aurait-elle pas les mêmes sentiments que l'héroïne romantique ? »

Deux ans avant sa mort (en 1976), le vieux général écrit depuis son bureau du Plantier de Costebelle, ses mémoires sur les faits d'armes principaux de sa longue carrière militaire : ce sont les Chroniques de la Seconde Guerre mondiale, 1939-1940 : la campagne du Jura (par le général Marius Daille, ex-commandant du 45e corps d’armée de forteresse) représentant 115 pages dactylographiées et comportant 23 pages d'annexes ; chroniques qui sont remises au Service historique de la Défense installé au Château de Vincennes et qui sont intégrées au centre d'archives du ministère de la Défense et qui sont consultables sans restriction sous la cote 1KT 300. Ces documents sont déposés au château de Vincennes en mars 1984, six ans après la disparition de Marius Daille, par son héritier, l'amiral Gérard Daille.

### Succession du général Daille

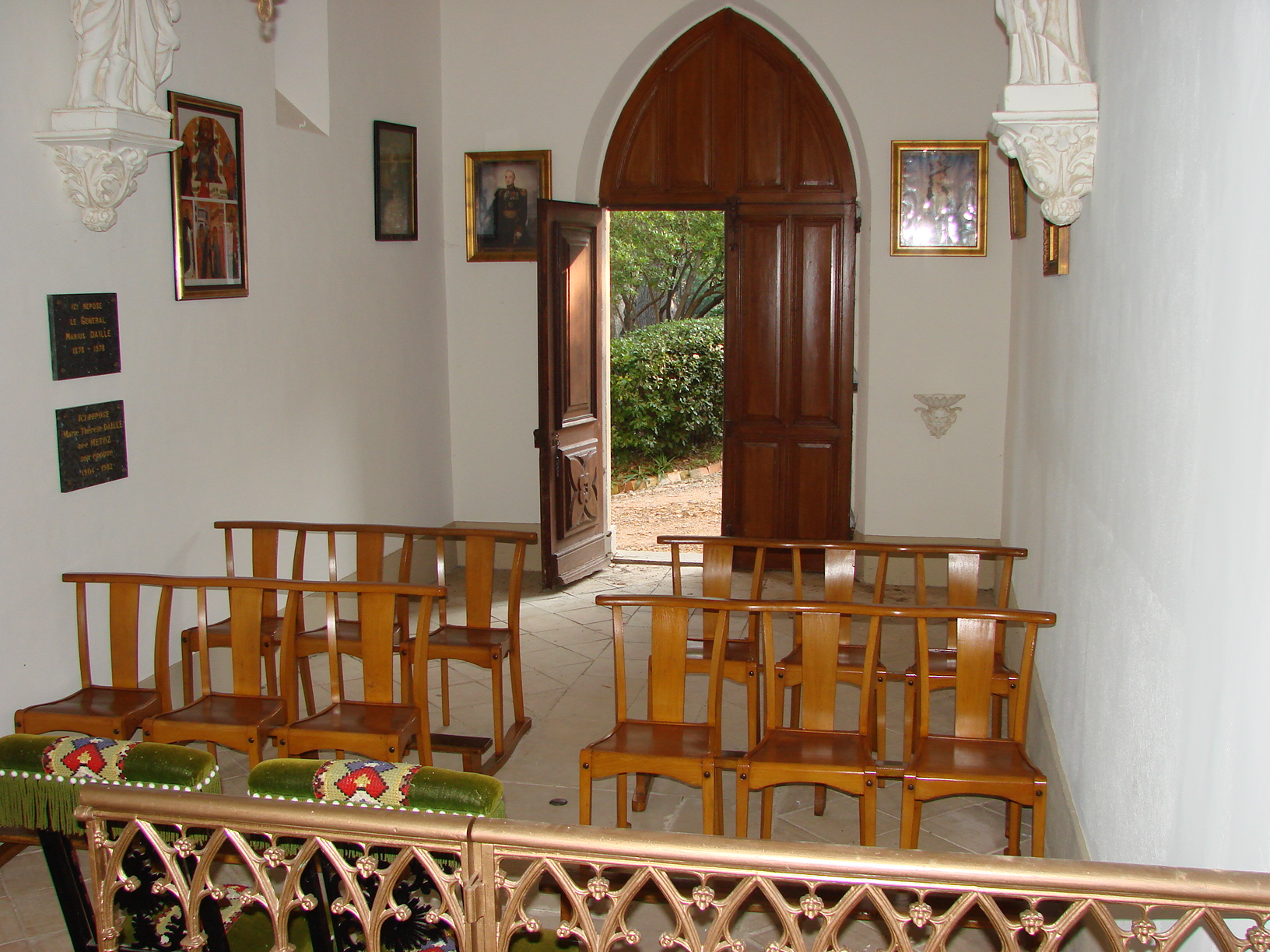
L'intérieur de la chapelle néogothique et la sépulture du général Daille.

Le frère ainé de Marius Daille, Joseph Ambroise Daille (1859 - 1943 à Jacob-Bellecombette), instituteur à Chambéry et Cruet, est le père de deux fils :
- Amédée Daille (1896-1985), inspecteur des contributions de Savoie, maire de Chambery à la Libération en 1944
- Émile–Louis Daille (1889 - 1918), mort en Serbie ou aux Dardanelles lors de la Première Guerre mondiale. Époux de Clotilde Anriot[Note 15], fille de Jules Anriot, le secrétaire d'Édouard Herriot, il a un fils, Gérard Daille (1916- 2000) qui deviendra amiral. C'est à lui que Marius Daille, sans descendance directe, songera pour sa succession[83],[84].

#### Amédée Daille, maire de Chambéry

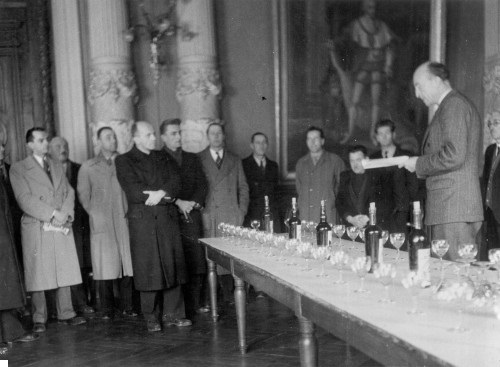
Le neveu du général Daille, Amédée Daille à Chambéry.

Amédée Daille (1896-1985) fait ses études à Chambéry et assiste aux cours de l'École d'administration. Il est engagé dans le premier conflit mondial en 1917. À la fin des hostilités, il entre dans l'administration fiscale pour y faire toute sa carrière professionnelle. Dans le département de l'Isère où il est nommé, il côtoie des artistes-peintres comme Jules Flandrin ou Jacqueline Marval. C'est à cette époque qu'il réalise ses premiers pastels animaliers et qu'il dirige l'Union Artistique de Savoie. Il expose ses œuvres à Lyon en 1936, lors du Salon d'automne. Sa carrière se poursuit à Paris et il y rencontre d'autres peintres comme Serge Poliakoff ou Jean Aujame. Il fait partie du courant des peintres figuratifs dont les thèmes sont surtout les animaux, les bouquets de fleurs ou les portraits de famille.

#### Amiral Gérard Daille

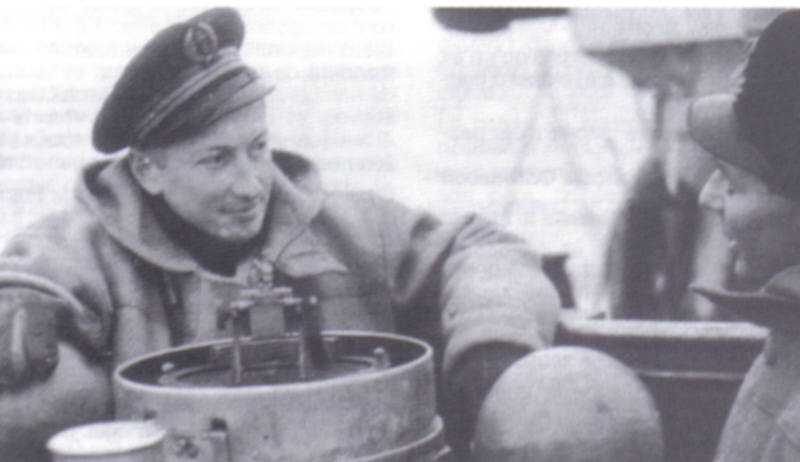
L'enseigne de vaisseau FNFL Gérard Daille.

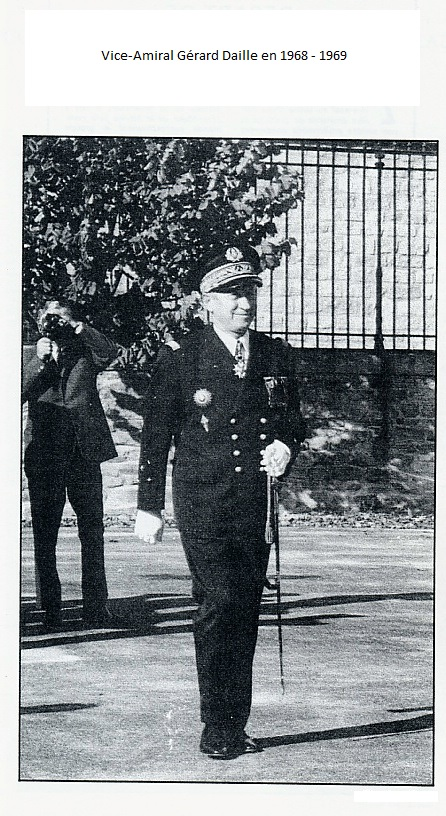
Le Vice-Amiral Gérard Daille.

Le petit-neveu de Marius Daille, Gérard Daille (1916-2000), fils d'Émile–Louis Daille (1889-1918), est un officier de marine français. Engagé dans les Forces navales françaises libres durant la Seconde Guerre mondiale, il poursuit sa carrière dans la marine nationale après guerre, occupant divers commandement dont celui du porte-avions Clemenceau. Devenu amiral, il sera au début des années 1970, préfet maritime de Brest puis Inspecteur général de la marine.

##### Souvenir de Paul Bourget
L'amiral Daille, alors en retraite rencontre en 1979 l'amiral de Gaulle qui doit être nommé inspecteur général de la Marine en octobre 1980. Il finalise surtout à la même époque la conduite du dossier de dation des tableaux que son grand-oncle avait initié. Le 14 novembre 1980, l’arrêté de dation est signé et quatre œuvres de l’école siennoise provenant de la collection Paul Bourget entrent au département des peintures du musée du Louvre pour être déposées au musée des beaux-arts de Chambéry. En 1983, d'autres œuvres de moindre importance ayant appartenu au général Marius Daille sont données au musée savoisien de Chambéry par son héritier. Il s'agit notamment d'une copie d'un buste d'enfant en marbre —  Buste du bambino de San Lorenzo — d'après le sculpteur italien Desiderio da Settignano (l'original fait partie du tabernacle de la chapelle del Sacramento en l'église San Lorenzo) et d'un portrait du romancier catholique peint par Mahaut de La Tour. Dans une moindre mesure que son grand-oncle, Gérard Daille poursuit la collaboration avec les chercheurs en littérature en perpétuant la mémoire du romancier et en mettant à la disposition des universitaires en 1992 les manuscrits littéraires hérités de Paul Bourget précisant les liens du romancier avec Maurice Barrès. Un important don d'une quinzaine de manuscrits de Bourget est effectué en 1989 par l'amiral Daille au profit du Département des Manuscrits de la BnF.